# Guerra Freda
|  | Per a altres significats, vegeu «Guerra Freda Islàmica». |

El terme Guerra Freda va ser un model de relacions internacionals que va desenvolupar-se després de la Segona Guerra Mundial, fonamentat entre els blocs antagònics liderats pels Estats Units i la Unió Soviètica amb els seus respectius aliats. Aquest fenomen es va iniciar després de la Segona Guerra Mundial (1945). La guerra freda pròpiament dita va començar, però, l'any 1947, després de molta tensió política entre un bloc i un altre. Era un enfrontament no declarat, sense ofensives militars, basat en la mútua amenaça (incloent-hi el desenvolupament de bombes atòmiques) i en l'intent per expandir les àrees d'influència respectives, ja que arran del llançament de les bombes d'Hiroshima i Nagasaki, hi havia molta por d'entrar en una guerra nuclear d'abast mundial.
Els països de l'òrbita americana defensaven el capitalisme (bloc capitalista, units per l'OTAN des del 1949), mentre que els partidaris dels russos vivien versions diferents del comunisme (bloc comunista) units pel pacte de Varsòvia (1955). La Guerra Freda va afavorir l'espionatge, les curses espacial i armamentista així com diversos conflictes armats de baixa intensitat (per oposició al possible enfrontament total entre els dos blocs). La guerra freda es va acabar l'any 1991 amb el desmembrament de l'URSS i la caiguda del comunisme que es va donar entre 1989 (caiguda del mur de Berlín) i 1991 (cop d'estat a l'URSS).
Aquest enfrontament va tenir lloc en l'àmbit polític, ideològic, econòmic, tecnològic i militar.
Cap dels dos blocs va prendre mai accions directes contra l'altre, raó per la qual es va denominar al conflicte «guerra freda».
Aquestes dues potències es van limitar a actuar com a «eixos» influents de poder en el context internacional, i a la cooperació econòmica i militar amb els països aliats o satèl·lits d'un dels blocs contra els de l'altre.
Si bé aquests enfrontaments no van arribar a desencadenar una Guerra Mundial, l'entitat i la gravetat dels conflictes econòmics, polítics i ideològics compromesos, van marcar significativament gran part de la història de la segona meitat del segle xx. Les dues superpotències desitjaven implantar el seu model de govern en tot el planeta.
Els límits temporals de l'enfrontament s'ubiquen entre 1945 i 1947 (fi de la Segona Guerra Mundial i fi de la postguerra respectivament) fins a 1985 (inici de la Perestroika) i 1991 (dissolució de la Unió Soviètica). La fase posterior a 1991 seria coneguda més endavant com Segona Guerra Freda.

Mapa del món en Guerra Freda el 1959, en tons de vermell l'URSS i els seus altres aliats comunistes, en els tons de blau l'OTAN i els seus aliats capitalistes i en tons verdosos els països colonitzats.

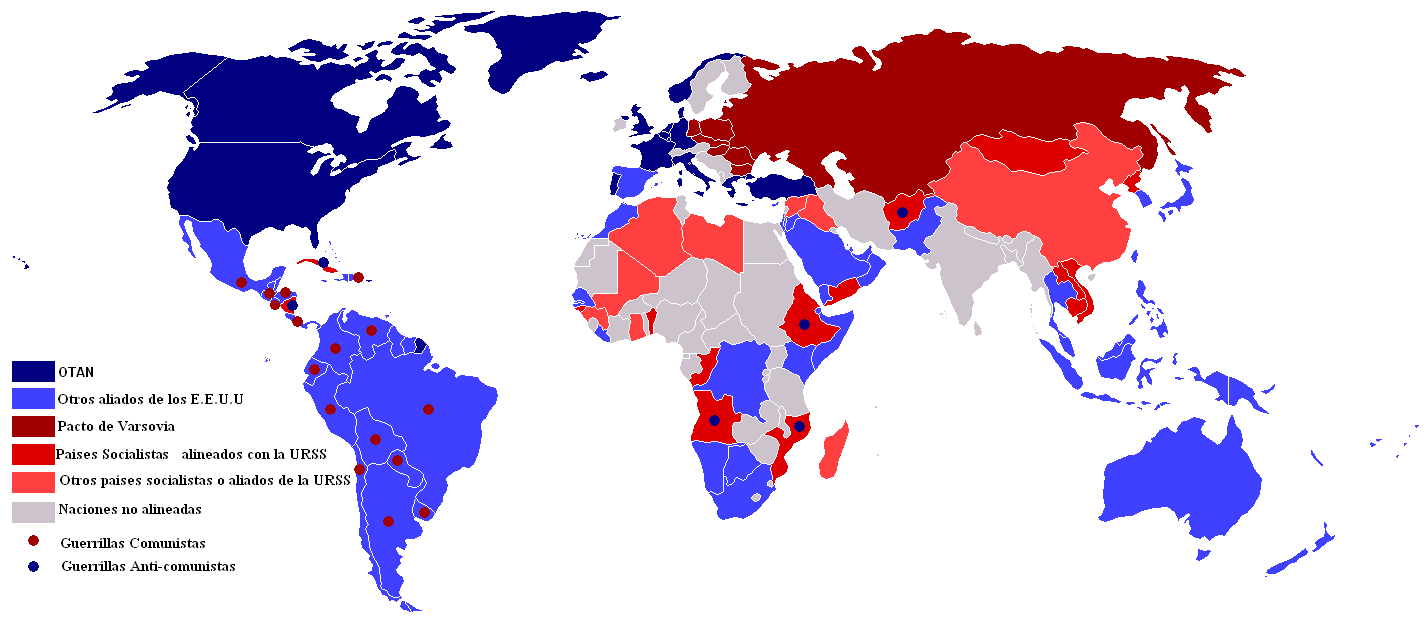
Mapa del món en Guerra Freda el 1980, en tons de vermell els aliats de l'URSS i altres països comunistes i en tons de blau l'OTAN i els seus aliats capitalistes, els punts vermells signifiquen guerrilles comunistes i els punts blaus guerrilles anti-comunistes.

## Historiografia de la guerra
La historiografia de la Guerra Freda engloba diverses disciplines. Inicialment s'aborda sota l'angle de la història de les relacions internacionals i de les ciències polítiques. Aviat, però, s'hi afegeixen la sociologia, l'economia i la geopolítica.
De gran volum, la bibliografia relativa a la Guerra Freda es desenvolupa ràpidament amb controvèrsies sobre la interpretació dels orígens de la guerra. Periodistes, politòlegs i historiadors no es posen sempre d'acord. La Guerra Freda presenta efectivament una certa particularitat, la d'haver-se començat a escriure mentre es desenvolupava. Això fa que no hi hagi un cos unànime.
Els historiadors debaten sobretot sobre la responsabilitat de la ruptura de la Gran Aliança i si el conflicte entre les dos superpotències es podia evitar. Es debat igualment sobre qui és el responsable de la guerra, sobre el judici dels crims comesos, sobre l'amenaça real o fictícia que representa la bomba nuclear o sobre l'accés real als arxius i a totes les veritats sobre la guerra.

### Corrents historiogràfics de la guerra
La lectura de la Guerra Freda sota l'angle de les relacions internacionals s'articula al voltant de tres corrents historiogràfics: el clàssic o ortodox, el revisionista i el post-revisionista.
La primera historiografia es fa als EUA durant els anys 1950. L'escola ortodoxa suggereix doncs que l'esclat de la guerra és degut a la Unió Sovviètica i a Josep Stalin. Sosté que el règim soviètic va començar la guerra perquè buscava expandir-se i exercir el control d'Europa i l'Àsia. Stalin hauria trencat els acords de Jalta i Potsdam amb la finalitat d'expandir el comunisme a Europa de l'est i després d'això a tot el món. Per a aquest corrent tradicional els EUA només tenien un paper passiu o reactiu als esdeveniments. Roosevelt i Truman només cercaven la conciliació amb Stalin. D'aquest corrent es poden destacar historiadors com ara Arthur M. Schlesinger, Herbert Feis, Thomas A. Bailey, Louis J. Halle i William McNeill.
A partir dels anys 1960 una onada d'historiadors nous replanteja i revisa les conclusions aportades per l'escola ortodoxa. Influenciats per la Guerra del Vietnam, per als revisionistes foren els EUA els qui començaren la guerra. Els EUA també tenen un règim expancionista que per naturalesa busca nous mercats. La Unió Soviètica es veu més aviat condicionada per l'expansió dels EUA i busca reaccionar-hi. La política del Pla Marshall posaria en evidència aquest fet perquè no es tractava d'una donació gratuïta, sinó d'una estratègia per a tenir tot de nacions blanques consumidores dels productes americans a Europa. El primer treball revisionista significatiu el va redactar William Appleman Williams. Li segueixen Gabriel Kolko, Lloyd Gardner, Walter LaFeber, Denna Fleming, Christopher Lasch, etc.
L'enfocament més modern sorgeix a mitjan anys 1970. Nous historiadors tornen a revisar els treballs i conclouen que la guerra es va dur a terme per l'ambició de les dues superpotències. Tots dos blocs buscaven fer-se la guerra. Aquest corrent accedeix al final de la guerra als arxius soviètics i pot aportar informació més realista. Els post-revisionistes no consideren, però, que les motivacions americanes estiguessin motivades exclusivament per consideracions anti-soviètiques, ni que l'actuació de Moscou a l'Europa oriental respongués únicament a raons defensives. John Lewis Gaddis és l'autor més destacat, tot i que també cal parlar de Vladislav Zubok, Ernest May, Melvyn Leffler o Marc Trachtenberg.

### Origen de l'expressióGuerra Freda
En el sentit específic d'assenyalar les tensions geopolítiques entre la Unió Soviètica i els Estats Units, l'expressió «guerra freda» ha estat atribuïda al financer estatunidenc i conseller presidencial Bernard Baruch. El 16 d'abril de 1947, Baruch va fer un discurs en què va dir «No ens enganyem: estem immersos en una guerra freda». L'expressió va ser també popularitzada pel columnista Walter Lippmann amb l'edició l'any 1947 d'un llibre titulat Guerra Freda.

## Els orígens de la Guerra Freda
La guerra pròpiament dita va començar l'any 1947 quan el president dels Estats Units anuncia la contenció contra la Unió Soviètica. Llavors ja s'ha trencat la Gran Aliança de la Segona Guerra Mundial i se suspenen les conferències internacionals que havien mantingut la Unió Soviètica a la taula amb els Estats Units. Aquest estadi final de la qüestió és fruït d'un llarg procés de deteriorament entre el bàndol angloamericà i el bàndol rus que descriurem tot seguit. Cal tenir present que la guerra no va ser mai el producte "d'una successió de greuges perfectament ordenats" (F. V. Rodríguez, 2005), sinó el resultat d'"un ambient" i el producte "d'una cadena d'accions i reaccions" sense culpable clar.

### Motius ideològics per a trencar la Gran Aliança
L'any 1917 es formulen dos sistemes d'equilibri internacional que tenen una naturalesa expansiva i que són l'origen de l'enfrontament EUA-URSS.
- Rússia cau en una revolució de gran calibre que l'obliga a deixar de banda la Primera Guerra Mundial. El país es converteix en una república socialista. És el primer estat comunista del món.[8] Un estat que és per a Lenin el preludi de la revolució mundial. Així l'any 1919 neix el Komintern que agrupa tots els partits comunistes del món amb l'ànim de fer caure els governs burgesos que hi ha repartits al món.[8]
- Arrel del fracàs de la Societat de Nacions, el govern dels EUA reprèn els punts wilsonians i reconfigura una Organització de les Nacions Unides amb l'ànim de governar el planeta mitjançant aquest organisme. Es desfà de la doctrina Monroe que l'havia aïllat del planeta i assumeix les consignes de la new diplomacy.[8] Així l'òrgan ha de garantir unes diplomàcia oberta i un rebuig a les aliances secretes, la llibertat de navegació, la desconfiguració de les fronteres econòmiques i de tot impediment al lliure comerç i el dret dels pobles a autodeterminar-se. Amb la nova Societat de Nacions els Estats Units diuen voler un món governat per democràcies i el liberalisme.[8]

Aquestes ambicions universalistes de les dues bandes fan impossible una coexistència mútua, raó per la qual progressivament els EUA i la Unió Soviètica s'enemisten.
La primera crisi que posa de manifest la incompatibilitat dels dos sistemes sorgeix al final de la Primera Guerra Mundial. Els estats de l'oest d'Europa veuen amb perill la Revolució Russa. Temen tornar-se en països comunistes i a l'hora d'atorgar el dret a autodeterminació a Finlàndia, Letònia, Estònia, Lituània, etc, creen un cordó sanitari d'estats tampó, pensats per a contenir l'expansió comunista.

### Motius geopolítics per a trencar la Gran Aliança

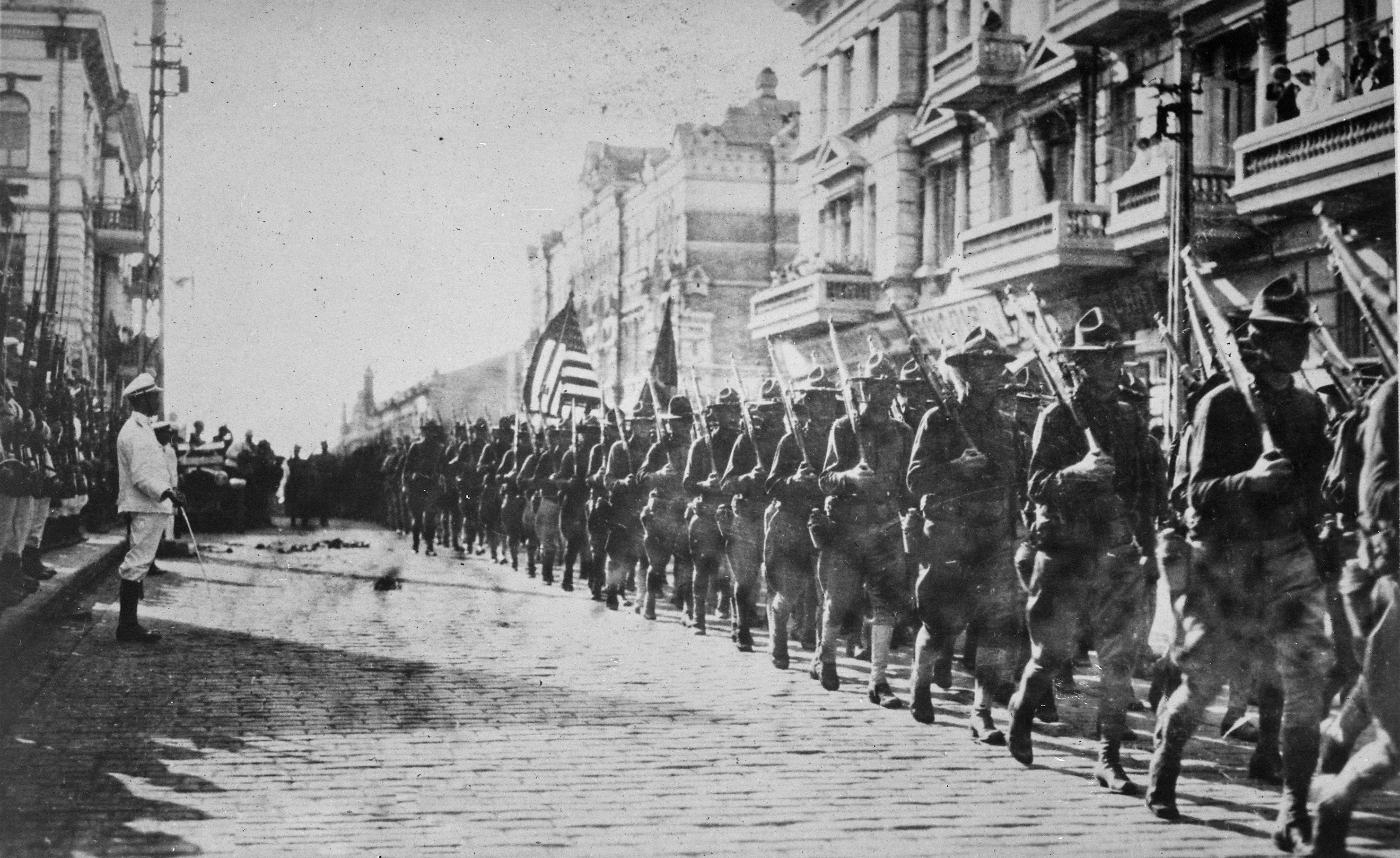
Tropes americanes a Vladivostok, l'agost de 1918, durant la intervenció americana en la Guerra Civil Russa

Fora de les motivacions ideològiques, diversos punts geopolítics fan que la Unió Soviètica vegi els EUA amb recel i desconfiança, i al contrari, els EUA veuen amb desconfiançar i recel a la Unió Soviètica.
- la signatura del Tractat de Rapallo
- el pacte germono-soviètic de no-agressió
- la intervenció americana en suport del Moviment Blanc
- la retirada russa de la Primera Guerra Mundial
- la falsa promesa d'enviar més recursos al front est de la Segona Guerra Mundial

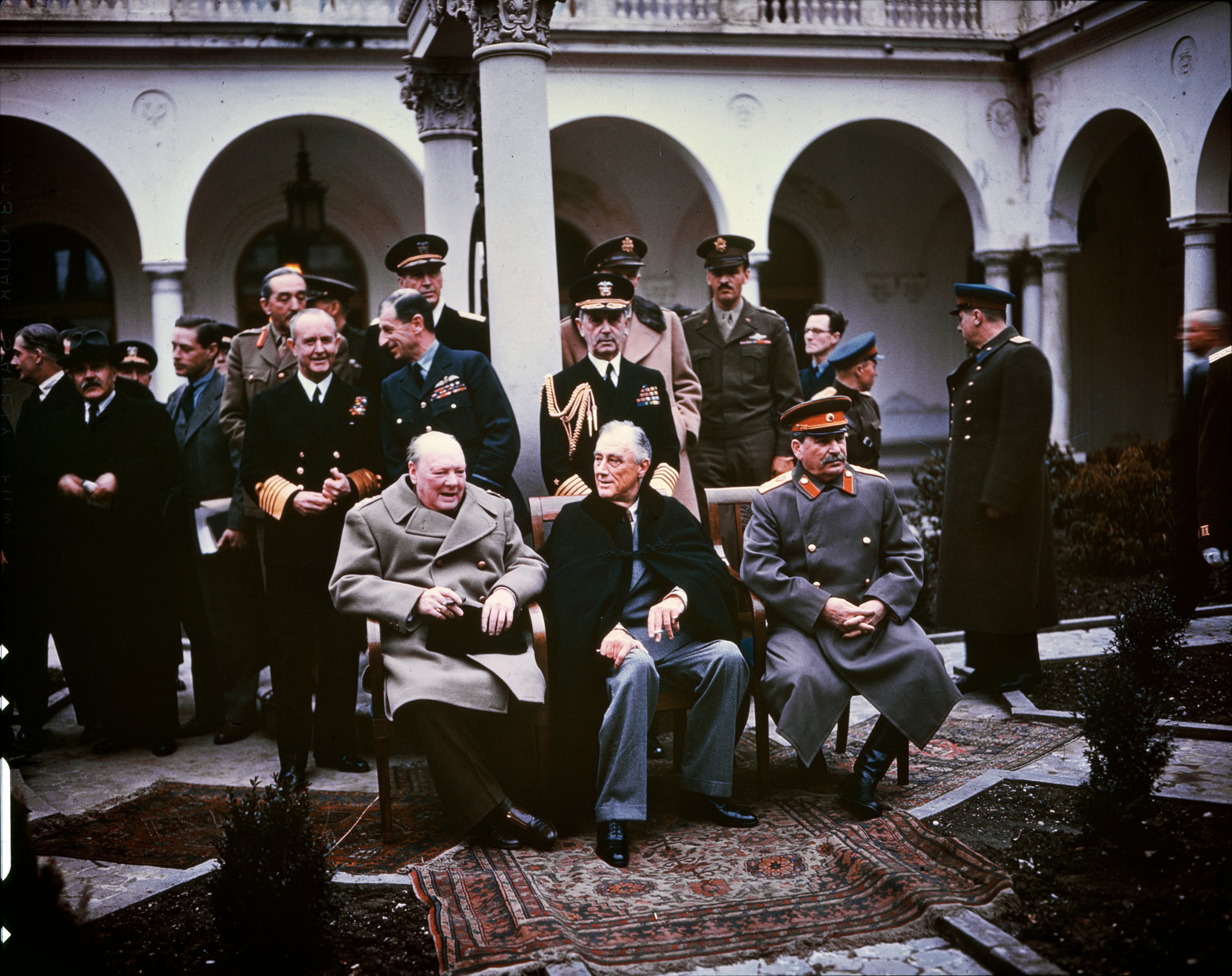
Els «Tres Grans» durant la Conferència de Ialta, Winston Churchill, Franklin D. Roosevelt i Ióssif Stalin

Durant la Segona Guerra Mundial, els soviètics sospitaven que britànics i americans havien optat per deixar els russos el gruix de l'esforç bèl·lic, i forjar una unió contra els soviètics una vegada que la guerra estigués decidida a favor dels aliats, per forçar l'URSS a signar un tractat de pau avantatjós per als interessos anglomericans. Aquestes sospites varen minar les relacions entre els aliats durant la II Guerra Mundial.

Els aliats tampoc no estaven d'acord amb com haurien de dibuixar les fronteres europees després de la guerra. Alhora, el model americà d'«estabilitat» es basava en la instauració de governs i mercats econòmics semblants al nord-americà. Els soviètics creien que l'estabilitat hauria de basar-se en la integritat de les mateixes fronteres de la Unió Soviètica Aquest raonament neix de l'experiència històrica dels russos, que havien estat envaïts des de l'Oest durant els darrers 150 anys.
El cas de Polònia es va convertir en el principal aparador de les discrepàncies sobre la futura Europa que mantenien soviètics i angloamericans: les relacions amb el govern soviètic van desmillorar considerablement l'abril del 1945, quan Winston Churchill i el recentment elegit president nord-americà Harry Truman demostraren el seu descontentament pel control que els soviètics exercien sobre Comitè de Lublin, enfront del pro-occidental Govern de Polònia a l'exili.
El dany sense precedents infringit a l'URSS durant la invasió nazi (al voltant de 27 milions de morts i una destrucció generalitzada i quasi total del territori envaït) comminà als líders moscovites a assegurar que el nou ordre europeu possibilités l'existència a llarg termini del règim soviètic, i que aquest objectiu només es podria aconseguir mitjançant l'eliminació de qualsevol govern hostil al llarg de la frontera occidental soviètica, i el control directe o indirecte dels països limítrofs a aquesta frontera, per evitar l'aparició forces hostils en aquests països.
A la Conferència de Potsdam, iniciada el 17 de juliol de 1945, van emergir les primeres diferències rellevants sobre Alemanya i l'Europa de l'Est. Els participants de la conferència no van amagar les seves antipaties, i l'ús d'un llenguatge bel·licós va confirmar les intencions mútuament hostils que defensaven cada vegada amb més afany.

## Formació dels dos blocs (1945-1953)

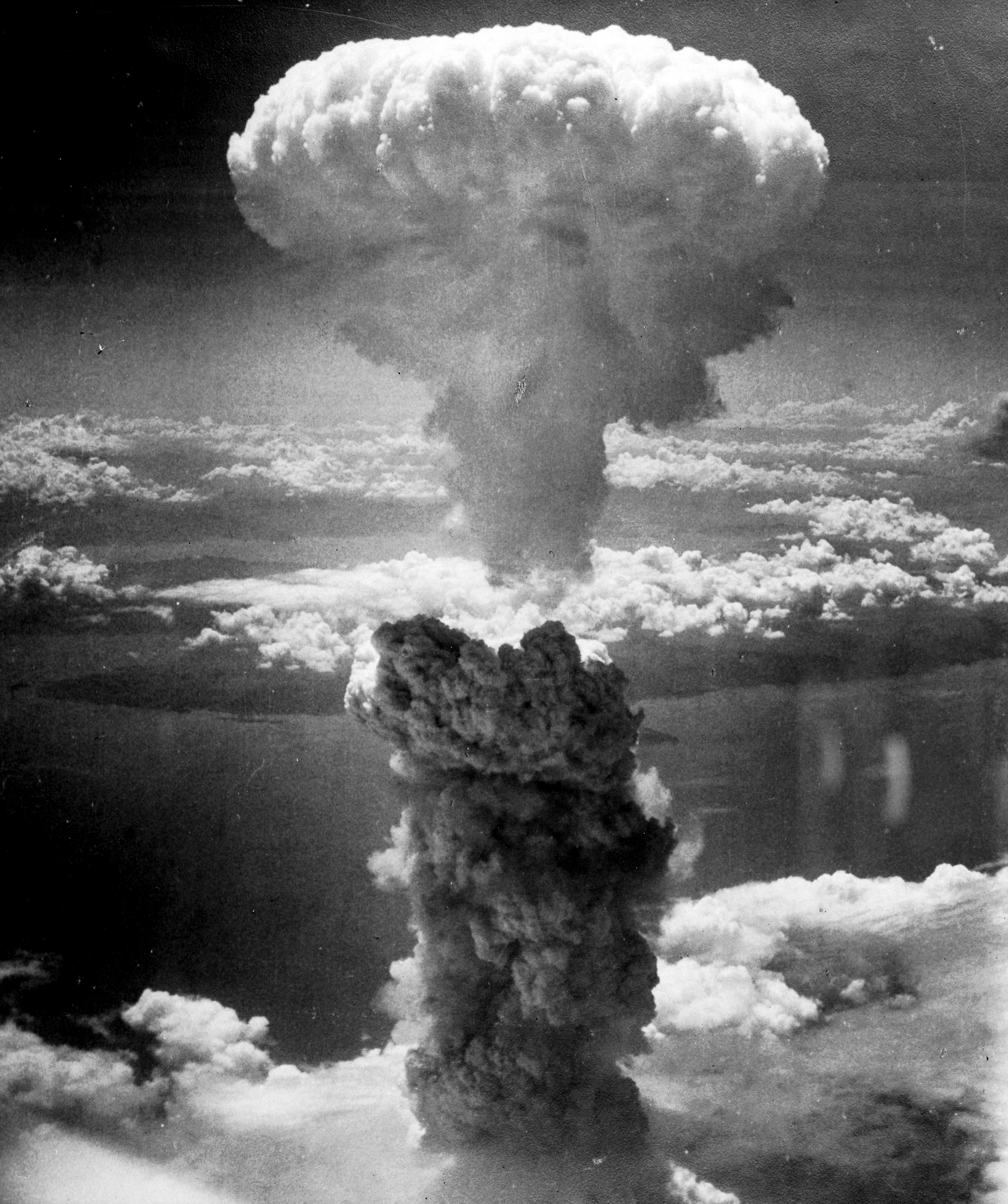
Núvol radioactiu després de la bomba atòmica de Nagasaki (1945)

L'any 1944 el Regne Unit es reuneix amb la Unió Soviètica a Moscou. La conferència és rebutjada pels Estats Units. Dins s'hi discuteix sobre les esferes d'influència de cada imperi. El Regne Unit vol quedar-se amb Grècia per a complaure les seves pròpies ambicions marítimes. A canvi deixa que l'URSS posi la mà sobre els països de l'est, Romania i Bulgària. Iugoslàvia queda repartida a un 50% per totes dues bandes.
Les esferes d'influència són una pràctica habitual al segle XIX en context de colonitzacions. Les Nacions Unides ho prohibeixen, però fora dels papers, antics imperis europeus com nous imperis fan servir les esferes d'influència.
La formació dels dos blocs comença a dur-se a terme quan les dues bandes trenquen els percentatges acordats. Una successió d'ampliacions comunistes a l'est d'Europa i a l'Àsia posen en alerta els EUA que hi reaccionen formant un mur de contenció.
Veurem tot seguit com es forma el bloc oriental a partir de les expansions i com es forma el bloc occidental a partir de la política de contenció. La Guerra a Corea marca la consolidació dels dos blocs.

### Formació del bloc oriental

#### L'expansió del comunisme a la Mediterrània
A Turquia comença el primer pas per a l'expansió de l'URSS. El règim exigeix a Ankara de protegir conjuntament els estrets de Bòsfor per tal que l'URSS tingui accés a la mar. Demana doncs a Turquia de refer les fronteres i entregar novament Kar i Ardahan. Turquia es veu obligada a apropar-se a Londres i Washington per a fer-se valer. L'accés de l'URSS al mar no es desitja perquè conforma l'esfera d'influència del Regne Unit. Així doncs el president dels EUA Truman envia una flota naval permanent a Turquia.
A l'Iran s'inicia el segon pas per a l'expansió de l'URSS. En aquest cas l'URSS volia fer prospeccions i tenir dret d'explotació del petroli del nord de l'Iran. Per a aconseguir expandir-se dona suport al partit comunista i als secessionistes àzeri i kurds. El Regne Unit torna a intervenir-hi.
A Grècia esclata una guerra civil. Durant l'ocupació alemanya de la Segona Guerra Mundial, la resistència es polaritza en dos grups: un de comunista (ELAS) i un altre de monàrquic (EDES). En acabar la guerra s'embarquen en un conflicte civil pel control del govern. Els EUA sospiten llavors que la Unió Soviètica recolza el partit comunista. Però no és així. L'URSS vol converitr al comunisme a Alemanya i prefereix deixar Grècia en mans angleses. L'ajuda la procura Iugoslàvia que vol poder expandir el comunisme als Balcans. L'afer trenca els percentatges acordas a Moscou l'any 1944.

#### L'expansió del comunisme a l'est d'Europa
La implantació dels règims comunistes a l'Est va ser un procés relativament llarg que en conjunt va durar gairebé quatre anys.
Primer, l'Exèrcit Roig, que ocupava els diferents estats de l'Europa Oriental, van donar suport als partits comunistes locals. Després, en tots els països de l'Est, els comunistes van desenvolupar tàctiques semblants per tal d'arribar al poder. Per exemple, van organitzar fronts populars o patriòtics amb altres partits per a assegurar-se la majoria de vots a les eleccions. Més endavant, quan ja no eren útils, els socis eren expulsats o abandonats. Fins i tot es va recórrer a pràctiques gens democràtiques, com la manipulació dels censos o de les urnes i la retirada del vot a ciutadans de l'oposició, a més de la detenció i dels judicis arbitraris als adversaris polítics.
Atès que l'objectiu dels comunistes era implantar una «dictadura del proletariat», la fi justificava perfectament els mitjans. Però la clau de la situació era la disciplina i l'organització dels comunistes, que contrastava amb la de la resta de partits amb presència, incloent-hi els socialistes car els partits de centredreta a l'Europa de l'Est estaven desgastats o desorganitzats: havien patit els efectes de la guerra i l'ocupació i la repressió dels nazis. En alguns casos, ja estaven desprestigiats des d'abans de començar la contesa, ja que en la majoria el règim que hi imperava al final dels anys trenta era la dictadura. Així, doncs, amb uns mitjans o amb uns altres, els comunistes de l'est d'Europa van anar conquistant parcel·les de poder. I el juliol de 1947, coincidint amb el llançament del Pla Marshall, els països de l'Est van rebutjar l'oferta nord-americana. Després, en cada un dels països, els partits comunistes van prémer l'accelerador en la cursa cap al poder deixant enrere tot tipus d'escrúpols. En conseqüència, un any més tard, la meitat oriental d'Europa ja eren «repúbliques populars» o socialistes dependents del poder de Moscou. L'últim estat en què va triomfar el nou règim va ser Txecoslovàquia.

#### L'expansió del comunisme a l'Àsia
A la Xina, el moviment comunista havia crescut en els anys d'entreguerres, afavorit per les desigualtats socials al camp i la disgregació de l'Estat. Enmig de les lluites anàrquiques entre els «senyors de la guerra», els comunistes van ser controlats el 1931 a la província de Kingsi, al centre la Xina. Tres anys més tard van ser expulsats d'allà per l'exèrcit del Guomindang, dirigit per Chiang Kai-shek. Després de l'èpica Llarga Marxa que va durar dos anys, els comunistes van aconseguir escapar i arribar a Shensi, una remota i inaccessible regió del nord-est. La guerra contra els japonesos va ser una segona oportunitat per als comunistes xinesos. L'atenció de Chiang es va concentrar en aquesta guerra, i el Partit Comunista Xinès va créixer, es va organitzar i es va rearmar amb els arsenals capturats als japonesos.
Quan va acabar la Segona Guerra Mundial, els comunistes xinesos ocupaven una zona important al nord del país i disposaven d'un líder carismàtic en la persona de Mao Zedong. El juliol de 1946, Chiang va començar la guerra contra els comunistes. Però després d'una sèrie de victòries inicials, va succeir una cosa inesperada i els multitudinaris exèrcits nacionalistes van començar a perdre la contesa i a dissoldre's: només en quatre mesos i mig, entre setembre de 1948 i gener de 1949, els nacionalistes de Chiang van perdre gairebé la meitat de les seves forces. Amb una enorme energia, les tropes de Mao, organitzades i ben dirigides, aconseguiren conquerir en tres anys un immens país de cinc-cents milions d'habitants.

#### El «teló d'acer»

Europa dividida pel Teló d'acer

El febrer de 1946, George Kennan va escriure des de Moscou el conegut com Telegrama Llarg, en què es recolzava una política d'inflexibilitat amb els soviètics, i que es convertiria en una de les teories bàsiques dels nord-americans durant la resta de la Guerra Freda. El setembre d'aquell mateix any, els soviètics van respondre amb un altre telegrama signat per Nóvikov, encara que «co-escrit» amb Viatxeslav Mólotov; en aquest telegrama se sostenia que els Estats Units havia utilitzat el seu monopoli en el món capitalista per desenvolupar una capacitat militar que creés les condicions per a la consecució de la supremacia mundial a través d'una nova guerra.
Setmanes després de la recepció del «Telegrama Llarg», el primer ministre britànic Winston Churchill va pronunciar el seu famós discurs sobre el Teló d'acer en una universitat de Missouri. El discurs tractava de promoure una aliança anglo-americana contra els soviètics a qui va acusar d'haver creat un «teló d'acer» des de Stettin, al Bàltic, fins a Trieste, a l'Adriàtic. Els dos blocs ja estan consumats llavors.
| « | Des de Stettin, al Bàltic, fins a Trieste, a l'Adriàtic, un teló de ferro ha baixat a través d'un continent. Darrere d'aquesta línia es troben les capitals de tots els països d'Europa oriental… Totes aquelles ciutats cèlebres, totes aquelles nacions es troben a l'esfera soviètica i totes estan sotmeses, sota una forma o una altra, no només a la influència soviètica, sinó també al control constantment creixent de Moscou. Tan sols Atenes amb la seva glòria immortal és lliure de decidir el seu esdevenidor per mitjà d'eleccions... Els comunistes, que eren tan febles en tots els països de l'Est europeu, han estat investits d'uns poders que de cap manera no corresponen a llur importància numèrica i cerquen pertot arreu d'emparar-se d'un control totalitari... Qualsevol que siguin les conclusions que hom pugui treure d'aquests fets -car es tracta de fets- no s'escauen certament a aquesta Europa per la qual hem lluitat. | » |

#### El cop de Praga
L'any 1948 Txecoslovàquia cau en un cop d'estat comunista recolzat per la Unió Soviètica. La Tercera República és substituïda per una República Socialista. El país era l'únic que havia mantingut una democràcia liberal. Per això mateix el cop va ser molt dur per a molts països de l'oest d'Europa, però també per als Estats Units.
A conseqüència del cop d'estat, els Estats Units acceleren l'arribada del Pla Marshall. Alhora els països de l'oest d'Europa fan pinya i adhereixen a l'OTAN. Per acabar els EUA, França i el Regne Unit acceleren els esdeveniments a Alemanya. Fusionen les seves zones i creen la República Federal d'Alemanya. El Pla Margenthau que havia de fer d'Alemanya un estat agrícola sense indústria és abandonat. L'URSS hi respon formant la República Democràtica d'Alemanya. El país es torna la materialització de la guerra freda. Dividit en dos, el cop de Praga segella d'alguna manera els dos blocs. Llavors podem dir que ja estan creats i que comença la Guerra Freda de debò.

#### El blocatge de Berlín
Després de la Segona Guerra Mundial, els Aliats es reparteixen Alemanya en quatre zones. Una per als britànics, una altra per als EUA, una de més per a França i una darrera per a la Unió Soviètica. Però tot i el repartiment d'Alemanya van començar a sorgir problemes a conseqüència de la divisió del país. Anglaterra, EUA i França van instaurar-hi el Deutschemark i van intentar introduir-lo a l'Alemanya soviètica. Com a resposta l'URSS va fer el bloqueig de Berlín (1948) evitant que hi arribessin subministraments. Els aliats van crear un pont aeri per fer-hi arribar tot allò necessari i l'URSS va aixecar el bloqueig onze mesos més tard. Més tard, arran d'això, es va dividir la República Democràtica Alemanya i la República Federal d'Alemanya i el 1961 es va construir el mur de Berlín.

### Formació del bloc occidental

#### La doctrina Truman
El 12 de març de 1947, el president Harry S. Truman pronuncià un discurs en què es comprometia a «lluitar contra el comunisme fos on fos que aquest sorgís en el món». Aquest va ser l'origen de l'anomenada doctrina Truman de contenció del comunisme i un dels precedents més directes de la guerra freda. La por a l'expansió del comunisme va fer que el president nord-americà Truman impulsés una nova política de contenció amb la fita de frenar la influència soviètica. En conseqüència va decidir mantenir les seves tropes en l'espai europeu i va aconseguir que els comunistes fossin expulsats dels governs de coalició de l'Europa Occidental. L'anomenada doctrina Truman considerava que era un deure dels EUA ajudar les democràcies europees contra el perill comunista. Així es feia realitat allò que Churchill havia denominat el «teló d'acer»: la divisió d'Europa en dos sistemes polítics i econòmics rivals.
Oposada a la Doctrina Truman, el bloc oriental liderat per l'URSS combregava amb la Doctrina Jdànov, una cosmovisió que dividia el món entre les "forces imperialistes" (entre les quals situaven els Estats Units i els aliats occidentals) i les "forces anti-imperialistes".

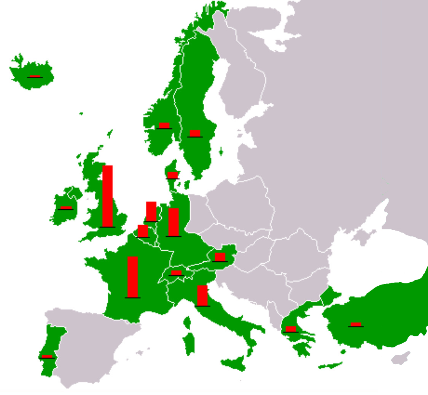
El Pla Marshall a Europa. Les columnes indiquen la quantitat relativa d'ajuda rebuda.
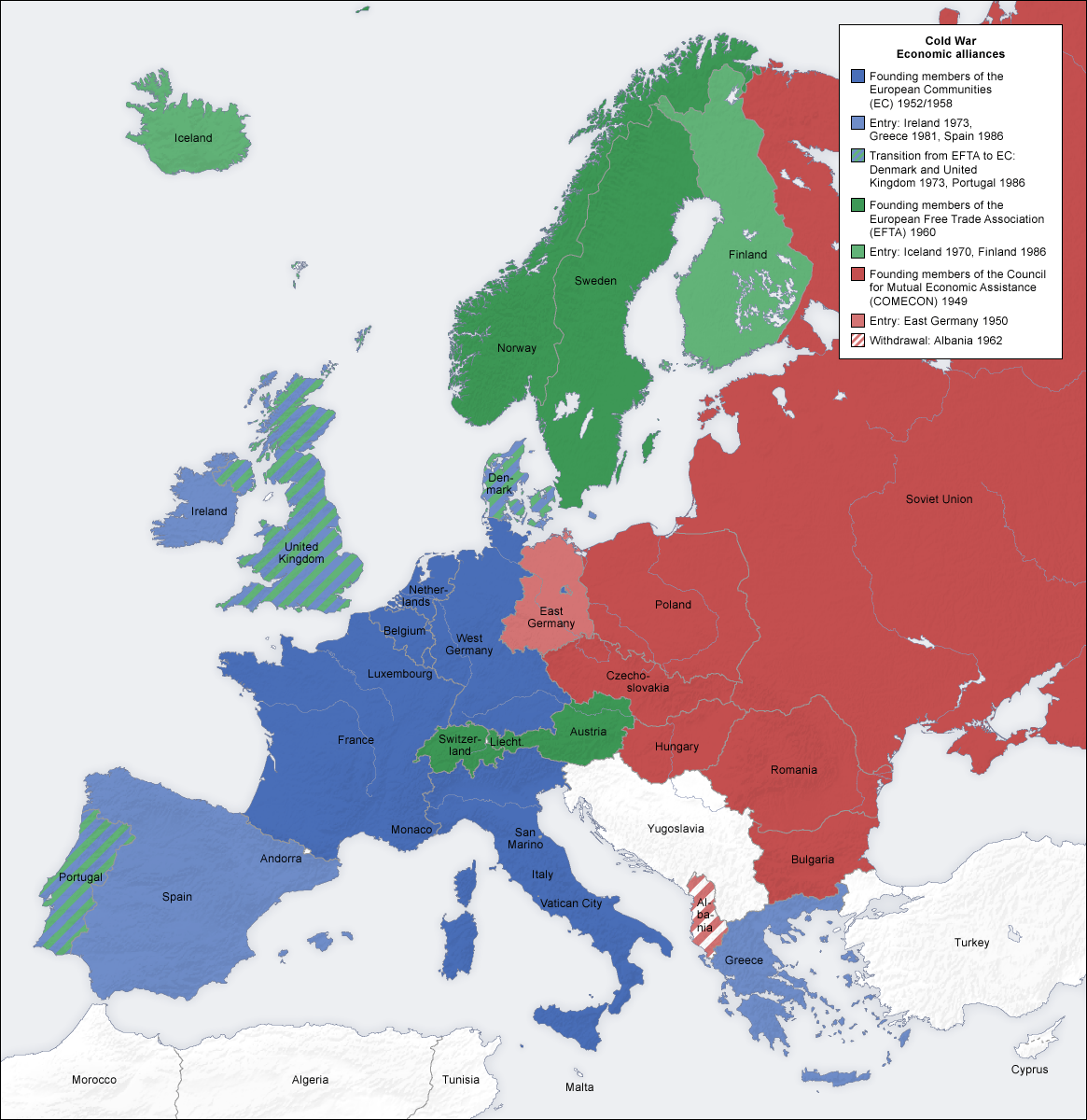
Aliances econòmiques a Europa (1949-1989).
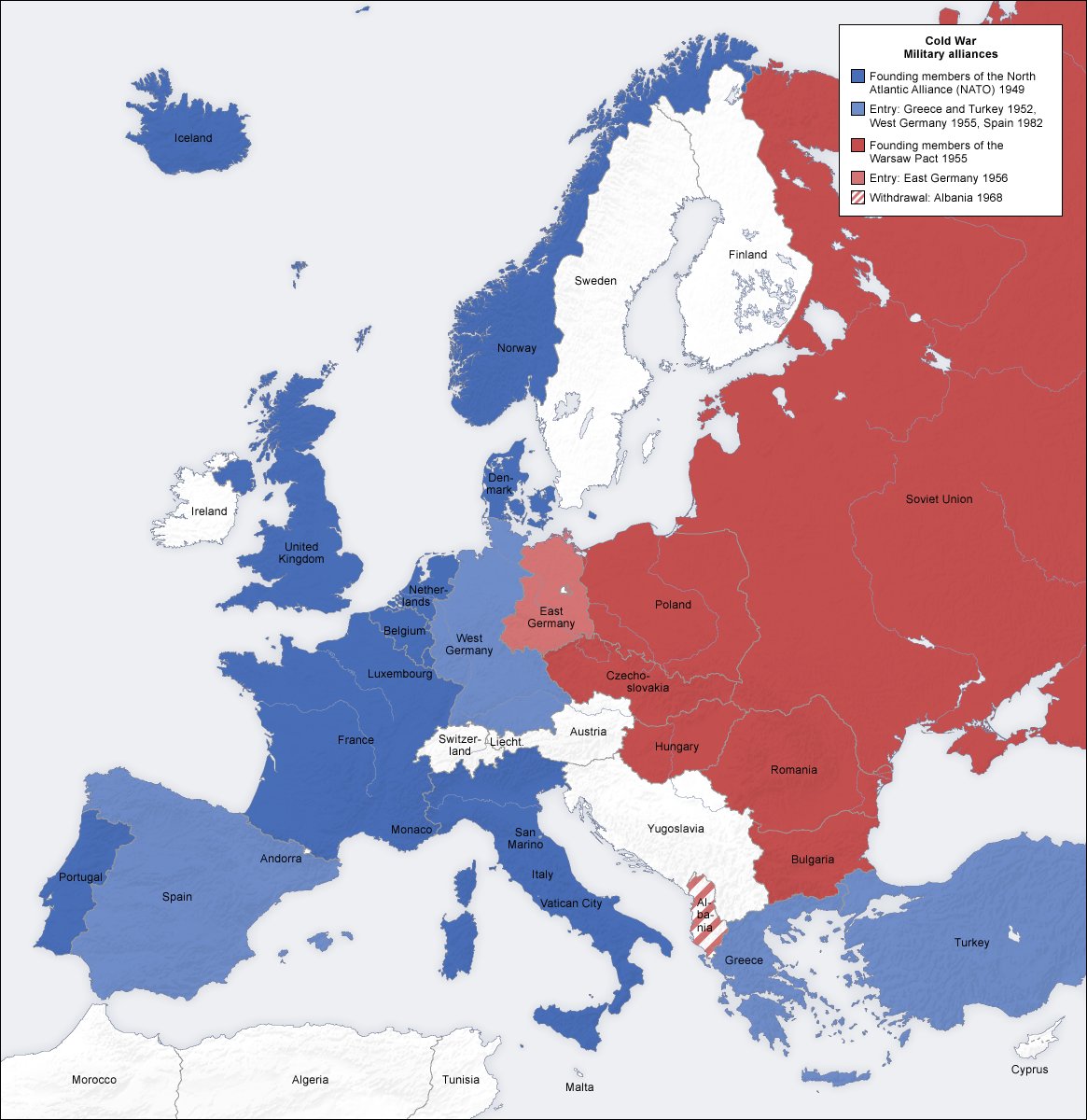
Aliances militars a Europa (1949-1989).

#### El pla Marshall
El 1947, la situació econòmica europea era desastrosa, els aliments mancaven arreu, els preus pujaven, el mercat negre s'estenia i les indústries estaven desfetes. Els EUA temien que aquesta crisi pogués degenerar en una situació revolucionària favorable als soviètics. Per impedir aquesta eventualitat, van decidir tirar endavant l'anomenat Pla Marshall (març de 1948), que va consistir en oferir suport polític, militar i una injecció econòmica als països amenaçats pel comunisme.
Així doncs 16 països van entrar en el programa (entre ells el Regne Unit). El resultat final del Pla Marshall va suposar una crescuda considerable de l'economia europea i, Estats Units, va aconseguir estendre la seva influència per Europa, evitar una crisi de sobreproducció, i que Europa adaptés un model comunista.
Per a gestionar la quantitat de diners injectada a les economies europees, els Estats Units creen la futura OCDE.

#### La creació de l'OTAN
L'estructura del bloc occidental sota l'hegemonia dels EUA va culminar amb la signatura del Tractat de l'Atlàntic Nord (1949) que feia néixer una organització política i militar, l'OTAN. La nova organització era un pacte de defensa col·lectiva que reagrupava les forces dels Estats occidentals afiliats sota un comandament militar únic, en què les tropes nord-americanes destacades a Europa jugaven un rol fonamental. A l'Europa de l'est, l'organització militar no va ser gaire diferent, però l'establiment definitiu no es va realitzar fins a l'any 1955, amb la signatura del Pacte de Varsòvia.
El mateix pacte es va reformular a l'Àsia amb el tractat de l'Organització de l'Àsia del sud-est que creava l'OTASE i que l'any 1954 unia els EUA amb Austràlia, Nova Zelanda, les Filipines i Tailàndia. L'Imperi americà va preferir, però, una aliança bilateral amb les Filipines, el Japó i Coreà del Sud, però un pacte més ampli amb països del Llevant, sota el pacte de Bagad. L'any 1951 també es va crear l'ANZUS.
La Unió Soviètica respon a totes aquestes aliances militars amb el Pacte de Varsòvia que pretenia ser una còpia a la comunista de l'OTAN.

#### La Guerra de Corea
Amb la política de contenció en marxa i amb l'expansió comunist en marxa, esclata l'any 1950 la Guerra Civil a Corea. És la primera guerra calenta de la Guerra Freda. En efecte, la Guerra Freda es va caracteritzar per un seguit de guerres de menys intensitat a les perifèries. Foren l'escenari de confrontació entre l'URSS i els EUA.
En el cas coreà, els EUA utilitzaren l'ONU per a sancionar l'URSS. Hi enviaren els militars amb l'ajuda de Bèlgica, Holanda, Luxemburg i el Regne Unit. La guerra va dividir el país en dos. El nord, comunista, va guanyar força terreny amb l'ajuda de la Xina i l'URSS. Però amb MacArtur al capdavant de l'armada americana, el bàndol capitalista, al sud, va aconseguir refer-se i pujar fins al nord.
Es planteja llavors de fer esclatar la bomba nuclear per sobre de la Xina. El president Truman, finalment, se'n desdiu i el país queda dividit en el 38è paral·lel. El nord seria comunista i un satèl·lit de l'URSS. El sud seria capitalissta i estaria sota l'esfera d'influència dels EUA.
De seguit de la guerra, Corea del nord busca fer-se amb la bomba nuclear per a evitar ser presa altre cop per l'armada americana. L'obté i congela amb això el conflicte. La divisió entre nord i sud esdevé perpètua. El sud creix exponencialment gràcies als EUA, però viu sota un règim feixista fins que cau la dictadura al final de la Guerra Freda.

## Coexistència pacífica (1953-1963)

### La política de no agressió directa

#### L'equilibri del terror
L'estiu del 1949, un cert optimisme oneja a Washington amb el fracàs del blocatge de Berlín, la desfeta dels comunistes a Grècia i la ruptura de relacions entre Iugoslàvia i l'URSS. Però amb el final del 1949 la situació es deteriora ràpidament degut a l'explosió de la primera bomba atòmica soviètica, la victòria de Mao Zedong a la Xina i la conclusió del pacte sino-soviètic.
En aquest context s'obre una comissió als EUA dirigida per Paul Nitze que elabora un informe (conegut com a NSC-68) on s'hi reevalua la força de la Unió Soviètica en termes miliars i conclou que la contenció econòmica i diplomàtica no fan prou. Cal un reforç armamentístic ara que l'URSS posseeix la bomba nuclear. Així Truman decideix de llançar la fabricació d'una arma thermonuclear (la bomba H). En paral·lel es desenvolupa el programa atòmic soviètic amb molta facilitat i rapidesa.
La nova tensió internacional i l'obsessió per no ser inferior a l'adversari van fer que les dues potències es llancessin a una cursa d'armaments i perfeccionessin sense parar els seus arsenals nuclears. Uns mortífers i devastadors estocs nuclears imposaven el que s'ha anomenat l'«equilibri del terror», car les dues potències eren conscients que una guerra nuclear podia posar fi al planeta. Per això evitaven l'enfrontament directe i continuaven la guerra freda, que consistia a manifestar la seva oposició en conflictes armats localitzats en zones extraeuropees (les guerres calentes) i en una gran intransigència ideològica en el si dels dos blocs.

#### La doctrina de la coexitència pacifica
A partir de l'any 1956 les relacions de guerra freda entre els dos blocs van ser substituïdes per la coexistència pacífica, que va significar la constatació de la impossibilitat d'anihilar l'altre bloc sense desencadenar un conflicte nuclear. Era millor establir unes relacions mútues de distensió, encara que sense abaixar la guàrdia i sense renunciar als principis ideològics ni a les respectives zones d'influència. Aquest període de desglaç s'explica per la renovació dels dirigents polítics que va comportar un canvi en la política exterior. A l'URSS, tres anys després de la mort de Stalin (1953), Khrusxov va defensar al XX Congrés del Partit Comunista de la Unió Soviètica (PCUS) la coexistència pacífica i va renunciar a l'exportació sistemàtica de la revolució. Als EUA, els sectors més intransigents del partit republicà, promotor de la «caça de bruixes», van ser apartats del poder. Però va ser la pujada al poder dels demòcrates en la personalitat de John Fitzgerald Kennedy (1961) el que va obrir la política exterior cap a una certa distensió.
Els contactes entre els dos mandataris van ser freqüents (el 1959 Khrusxov visita els EUA, el 1961 es reuneix amb Kennedy a Viena, el 1972 Nixon visita Moscou...) i es va crear l'anomenat telèfon roig (un tèlex directe entre la casa Blanca i el Kremlin). El resultat va ser la signatura d'una sèrie d'acords que fixaven la limitació d'armaments: el 1963, armistici nuclear EUA-URSS; el 1967, tractat per a la desnuclearització de l'espai; el 1968, acord de no-proliferació d'armes atòmiques; i el 1972, Acords SALT sobre limitació d'armes estratègiques.
La coexistència pacífica no va posar fi definitivament als conflictes i a les crisis entre blocs, com ho palesen la continuació de la guerra de Vietnam i del conflicte araboisraelià o l'aparició de nous conflictes, com la crisi dels míssils de Cuba.

### El maccarthisme
Els esdeveniments dels inicis de la Guerra Freda embarquen els EUA en una paranoia col·lectiva. Hi ha por al comunisme. El senador Joseph MacCarthy denuncia llavors l'existència de comunistes entre el funcionariat de l'estat. Truman inicia amb això una caça de bruixes. Es busquen eventuals agents, militants o simpatitzans comunistes. La Por roja s'estén ràpidament i Joseph MacCarthy persegueix actors, productors i tota mena de persona. Ja no és una qüestió de comunisme. El país perd la separació de poders i persegueix persones per allò que pensen. Així l'actor Charles Chaplin, per exemple, haurà de fugir dels EUA per a no ser empresonat.

### El moviment dels no-alineats
Al final de la Segona Guerra Mundial comencen les descolonitzacions. Els EUA i l'URSS són favorables a donar el dret a autodeterminació a les nacions africanes i asiàtiques. La descolonització era un desafiament per les dues superpotències sorgides de la guerra, i en la immediata postguerra, generava una certa cautela tant a Moscou com a Washington que tenien una visió planetària dels problemes geoestratègics. Washington examinà cas per cas, tenint en compte, sobretot, que en alguns territoris la lluita d'alliberament nacional era de signe comunista. Molts cops l'URSS i els EUA aprofitaren el procés de descolonització per a fer-se la guerra. En una part considerable dels països a descolonitzar la resistència independentista era comunista i es movia a través de guerrilles.
Davant l'afrontament entre EUA i l'URSS, uns 29 països, al primer rang dels quals hi trobem l'Índia, Indonèsia i Egipte, decideixen reunir-se en una gran conferència a Bandung on el 4 de desembre del 1955 es declaren neutres i no alienats amb cap dels dos bàndols. És a dir, per tal d'assegurar-se la sobirania i la integritat territorial, 29 països s'uneixen i declaren no donar suport a cap bàndol.

### La rebel·lió hongaresa

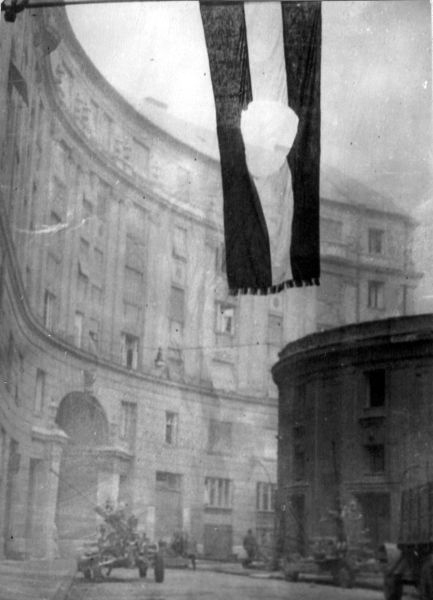
Bandera hongaresa sense l'escut comunista en la revolució de 1956

El final de la guerra de Corea estava relacionat amb la mort de Stalin, que va tenir lloc el març de 1953. La mort de Stalin i el procés d'alliberament a la Unió Soviètica havia inquietat els líders pro-estalinistes establerts a les repúbliques de l'Est d'Europa que orbitaven al voltant de Moscou. Les resistències locals als tímids intents d'alliberament van generar tensions a tot el bloc ja des de 1953. Aquell mateix any hi va haver aldarulls obrers a Berlín Oriental i a Pilsen (Txecoslovàquia). A Hongria, la repressió exercida pels estalinistes locals, com Mátyás Rákosi o Ernö Gerö, i el règim hongarès era tan rígid que les primeres manifestacions d'intel·lectuals i estudiants van col·lapsar el sistema. Un intent d'alliberament sobre la marxa el desestabilitzà completament. En una setmana s'havia format un govern de coalició basat en el pluripartidisme i al final hi va intervenir l'exèrcit soviètic, que va restaurar el règim a costa d'uns quants milers de morts i refugiats.
Si els hongaresos havien arribat tan lluny, era perquè confiaven en l'ajuda militar occidental, després de gairebé una dècada de dialèctica amenaçant de guerra freda. Però ni les potències europees ni els EUA, sota l'administració Eisenhower, no van moure ni un sol dit. S'havia respectat el principi de no-ingerència en els assumptes del bloc soviètic.

### Les tensions a l'Orient Mitjà

#### La creació de l'estat d'Israel
A l'Orient Mitjà, el suport occidental a la creació dels nous estats (Israel per als jueus, i Palestina per als àrabs) al territori de la Palestina històrica (o Terra d'Israel, segons el nom més antic d'aquest territori) va provocar un nou focus de tensions. Els Estats de la Lliga Àrab es van oposar a la creació dels dos estats, i els continus enfrontaments van donar lloc a quatre guerres àrabo-israelianes, que eren fidel reflex de l'oposició entre els dos blocs: els israelians comptaven amb el suport nord-americà i Egipte i Síria amb el soviètic.

#### La crisi del canal de Suez
La crisi del canal de Suez troba el seu origen en el resorgiment del nacionalisme àrab, encarnat per Nasser, el qual pren el poder d'Egipte l'any 1954. Nasser és contrari a la formació de l'estat d'Israel i nacionalitza el canal de Suez. La Unió Soviètica hi dona suport, accepta de finançar-ne la construcció del barratge d'Assuan i comença a proveir Egipte amb armes.
Això no obstant, Eisenhower, president dels EUA, successor de Truman, vol mantenir les relacions amb els estats àrabs, sobretot després d'haver signat el pacte de Bagdad. Així doncs intensifica les accions diplomàtiques en el conflicte, però no hi intervé directament. Ara bé, els anglesos i els francesos, hostils a les descolonitzacions, reprenen el control del canal de Suez i conclouen un acord secret amb Israel. Israel procedeix a envair Egipte, així com anglesos i francesos. Tot plegat sense el consentiment dels EUA. De resultes la Unió Soviètica acusa França i el Regne Unit de menar una guerra colonial. Agita llavors l'amenaça de la bomba nuclear. Però a manca de suport dels EUA, França, Regne Unit i Israel es veuen obligats a acceptar la nacionalització del canal.
L'afer és una doble victòria per a l'URSS que confirma el seu estatut d'unica potència capaç de fer front als EUA. La no acció- dels EUA dona l'aval a l'URSS per a reprimir la revolta hongaresa.

### Els cops d'estat a Amèrica Llatina
L'any 1947 el govern dels EUA crea la CIA a través de la National Security Act. És el punt de partença a un llarg històric d'episodis d'espionatge a tot el món. En efecte, els EUA comencen a espiar governs aliens i a la mateixa l'URSS per a obtenir informació preuada que permetés fer avançar els seus interessos. Els soviètics, per la seva banda, també iniciaren una guerra d'espionatge. L'any 1954 el Ministeri de Seguretat Governamental de la Unió Soviètica és convertit en el KGB. S'estima que l'espionatge va requerir el treball de prop de 480 000 persones.
Així els EUA es dedicaren a recollir telegrames entrants i sortints del país amb el projecte Shamrock. Cooperaren amb el Canadà, Austràlia i Nova Zelanda per a implementar un sistema d'espionatge electromagnètic. Una de les operacions més importants fou la del Rubicó que va consistir en recollir informació xifrada de governs de tot el món, aliats inclosos, dels anys 1970 fins als anys 1980.
Els cops més importants, però, de l'espionatge estatunidenc tingueren lloc a Amèrica Llatina (bé que no només) on la CIA va promoure cops d'estat per a implantar-hi dictadures de dreta, tot i que favorables als EUA:
- l'any 1953 els EUA fan caure Mossadegh a l'Iran i posen al seu lloc a Reza Pahlavi (Operació Ajax)
- l'any 1954 els EUA fan caure el govern de Jacob Arbenz a Guatemala perquè legalitza el partit comunista
- l'any 1958 els EUA fallen en l'intent de cop d'estat a Indonèsia
- l'any 1960 un complot organitzat pels EUA assassina Patric Lumumba, cap de govern de la República Democràtica del Congo
- l'any 1964 un cop d'estat enderroca el govern brasiler a canvi d'instaurar-hi una dictadura feixista
- l'any 1973 els EUA promouen un cop d'estat mitjançant la CIA per a enderrocar el govern xilè
- l'any 1976 els EUA promouen l'enderrocament del govern argentí per a instaurar-hi una dictadura feixista

Quan Kennedy puja a la Casa Blanca es replanteja la política duta a terme a Amèrica Llatina i es proposa llavors una Aliança per al Progrés. És a dir, un redreçament econòmic del sudcontinent.

### La cursa espacial
Aconseguir una capacitat de vol superior per als míssils. Amb aquest objectiu els EUA i l'URSS inicien una dura competència en el camp de l'exploració espacial que a llarg termini ha estat beneficiosa per a la població però que, tanmateix, va constituir un camp més de batalla durant la Guerra Freda. La cursa a l'espai va semblar ser guanyada inicialment per la Unió Soviètica fins que els seus avenços van portar els EUA a una competició ruda que finalitza amb l'enviament del primer home a la Lluna.
- l'any 1957 l'URSS envia el primer satel·lit a l'espai Spútnik 1
- al novembre del 1957 l'URSS llança a l'espai una goassa (Laika) a bord de l'Spútnik 2
- l'any 1958 els EUA llancen el seu primer satèl·lit artificial, Explorer-1
- l'any 1958 els EUA creen l'Agència Espacial Americana, NASA
- l'any 1959 els soviètics llancen la primera sonda que escapa a l'atracció terrestre, Luna-1
- l'any 1961 el soviètic Iuri Gagarina és propulsat a l'espai
- al febrer del 1962 John Glenn esdevé el primer americà a girar al voltant de la Terra a través de l'espai
- l'any 1962 Kennedy llança el seu programa lunar Apol·lo
- l'any 1963 Valentina Teretxkova en representació de l'URSS és la primera dona a atènyer l'espai
- l'any 1965 es llança el primer satèl·lit de telecomunicacions comercial, Intelsat-1
- l'any 1967 se signa el primer acord d'ús pacífic de l'espai per una sèrie de països
- l'any 1969 Neil Amstrong en representació dels EUA és el primer home que trepitja la Lluna

La cursa a l'espai va fer objecte d'una gran campanya de propaganda a les dues bandes. Els cinemes, les sèries de televisió i bona part de l'entreteniment s'embarcaren en una cursa de qui proposava el millor entorn espacial al públic.

### La cursa d'araments
La cursa espacial va ser el vessant popular i espectacular de la cursa de míssils. Al llarg dels anys seixanta, la cursa d'armaments estratègics entre les dues grans superpotències era un fet real i perillós per la guerra per error, l'accident fatal. Com més míssils atòmics, bombarders i submarins nuclears, més perills que en algun punt del planeta fallés el factor humà o el tecnològic. Al llarg dels seixanta i els setanta, les armes i els sistemes de comunicacions es van fer més i més complicats amb ajuda de la informàtica, que precisament s'estava desenvolupant al voltant de la cursa d'armaments i espacial, així com l'espionatge tecnològic. Tot plegat va dificultar la negociació per al control o la limitació d'aquest tipus d'armaments
Però una de les amenaces més reals per a les superpotències era la de la ruïna econòmica car les investigacions, la producció, les proves, l'espionatge del contrari significava xifres multimilionàries. A Occident, les grans empreses privades d'armament creixien en les decisions polítiques nord-americanes. A l'altra banda del Teló d'Acer, el complex militar i industrial soviètic també imposava moltes vegades els seus interessos sobre la direcció de l'estat i el partit.
Per acabar-ho d'adobar, un nombre creixent d'estats disposaven del seu propi armament nuclear. El Regne Unit va inaugurar la proliferació quan el 1952 va aconseguir la bomba atòmica. El 1960 la van obtenir els francesos; i sis anys després, la bomba d'hidrogen. El 1964 va ser la República Popular de la Xina. Ben aviat es va començar a sospitar d'Israel i de Sud-àfrica, després els van seguir el Pakistan i l'Índia, l'Argentina i el Brasil.
Com a estratègia alternativa a la cursa d'armaments, Foster Dulles, el secretari de defensa del president Eisenhower, va idear l'estesa d'un enorme cinturó d'aliances estratègiques amb països d'Europa, Àsia i Oceania, amb la finalitat d'aïllar l'«illa roja» constituïda per la Xina i l'URSS. Així, des del final dels anys cinquanta, la SEATO, la CENTO i l'ANZUS es van sumar a l'OTAN, encara que el grau de cohesió interna o operativitat real de cadascuna d'aquestes organitzacions variés en cada cas.

### La construcció del mur de Berlín
"El símbol definitiu de la bipolaritat mundial s'erigia la matinada del 13 d'agost del 1961" (F. V. Rodríguez, 2005) a Berlín. L'URSS decidia construir-hi un mur que evités que la població de la ciutat pogués passar d'un bàndol a l'altre. Era el signe de debilitat del règim. El comunisme no aportava riquesa i la població hi vivia en la pobresa. Molta població fugia de l'est a l'oest. S'estima que entre el 1950 i el 1962 es refugiaren prop de 3,5 milions d'alemanys per una població aproximada de 6,6 milions d'habitants (1986). La Unió Soviètica mostra d'aquesta manera el fracàs del seu sistema.
Davant la construcció del mur, el president dels EUA, Kennedy, aprofità el cas per a desplaçar-se al lloc de l'esdeveniment i pronunciar-hi un cèlebre discurs, conegut pel seu "Ich bin ein Berliner", que demostrava que el país no faria res per a enderrocar el mur, però que l'aprofitaria per a fer-se bona publicitat.

### El gran cisma comunista
Després d'una guerra civil de tres anys, els comunistes xinesos, liderats per Mao Zedong, van prendre el poder el 1949. Durant els anys en què va viure Stalin, les relacions entre Moscou i Pequín van ser tèbies però correctes. Tanmateix, entre 1959 i 1963, les tensions van créixer fins a un punt tan extrem que van acabar en una ruptura. De fons hi havia els prejudicis racials i culturals entres xinesos i russos; després hi havia la prepotència soviètica, que tendia a tractar l'enorme Xina comunista (amb uns sis-cents milions d'habitants) com si fos un dels petits estats satèl·lits de l'Est d'Europa quan, en canvi, els dirigents del PCX tenien idees pròpies sobre com adaptar la revolució comunista a la seva realitat cultural i històrica.
Entre 1958 i 1959, els dirigents xinesos havien embarcat el país en el Gran Salt Endavant, un projecte que havia de conjugar la industrialització intensiva, a la manera estalinista, amb el desenvolupament agrícola, fonamentat en l'educació tècnica accelerada dels camperols, i projectes agrícoles a gran escala. L'experiència, basada en agrupacions de cooperatives, havia d'impulsar el desenvolupament d'una indústria rudimentària i descentralitzada per a proveir el món rural en règim d'autarquia, però va acabar fracassant per la manca de planificació (des de 1960 el règim no publicava estadístiques de producció).
Aquests primers intents econòmics van molestar força la Unió Soviètica i els soviètics van negar ajuda als seus camarades xinesos per a construir la seva pròpia bomba atòmica. Ben aviat, Pequín va acusar els soviètics de desviacionisme, revisionisme i traïció a les essències del leninisme, i el 1960, Moscou va retirar de la Xina tots els consellers, crèdits, ajudes i plans de desenvolupament econòmic i tecnològic que hi tenia. Els retrets mutus van acabar en una ruptura formal a l'estiu de 1963.

### La revolució cubana

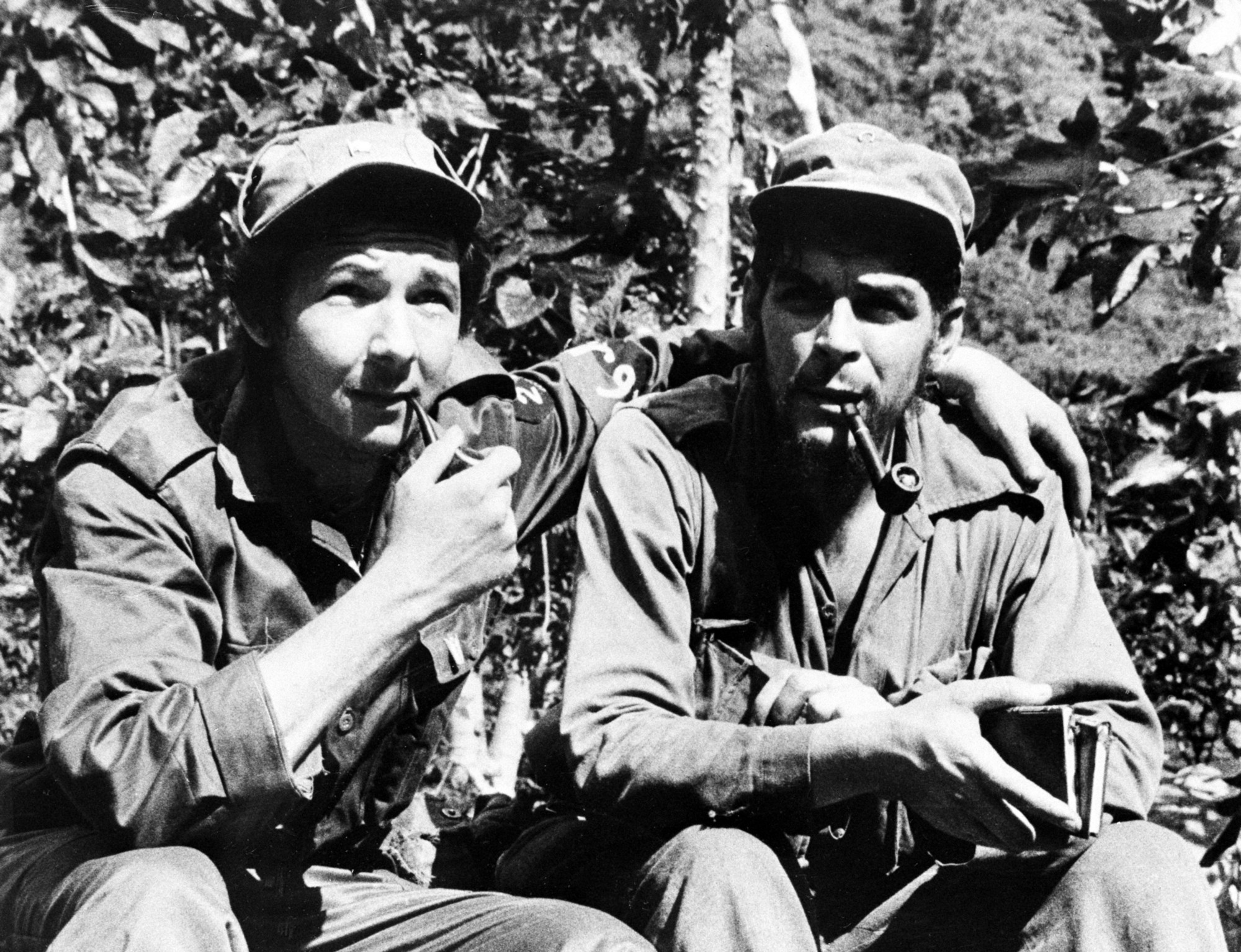
Raúl Castro (esquerra), amb Ernesto «Che» Guevara, a la Sierra de Cristal, Provincia de Oriente, Cuba, 1958.

El gener del 1959, les guerrilles del Movimiento 26 de Julio van baixar de Sierra Maestra i van donar el cop de gràcia al corrupte règim del dictador Fulgencio Batista. Les inquietuds socials del nou règim revolucionari el van conduir ben aviat a organitzar la distribució de terres estatals, dels terratinents i de les companyies estrangeres, majoritàriament nord-americanes, amb les quals aviat van sorgir conflictes. Els Estats Units també es van escandalitzar pels processos i les execucions sumàries contra els elements més compromesos amb el règim anterior.
Inicialment, ni el líder del moviment, Fidel Castro, ni molts dels seus lloctinents, tenien cap relació amb el comunisme (però sí el germà de Castro, Raúl, i l'argentí Che Guevara). Eren una mena de nacionalistes d'idees populistes. Però davant l'hostilitat política i el boicot econòmic de Washington, el nou règim va gravitar ràpidament cap al bloc soviètic. La qüestió agrària estigué al centre del canvi de direcció dels revolucionaris cubans perquè l'estructura econòmica de l'illa estava centrada en el monocultiu del sucre i, per tant, el boicot dels EUA, el principal comprador fins en aquell moment, va només van poder pal·liar-lo quan l'URSS es va erigir en nou client a partir de l'any 1960.
La possibilitat que Cuba es decantés cap a l'òrbita soviètica va causar una forta alarma a Washington, on es va decidir posar en marxa una operació per a derrocar el règim de Castro. La CIA va organitzar el desembarcament d'una brigada d'exiliats cubans anticastristes a la Playa Girón (o Bahía Cochinos). El model de l'operació d'invasió de Bahía de Cochinos recordava molt el que s'havia utilitzat per enderrocar el president Jacobo Arbenz, a Guatemala, el 1954. Les tropes cubanes anticastristes, un cop conquerit un cap de pont, l'havien de defensar com a mínim durant setanta-dues hores. S'hi instal·laria un govern provisional cubà, portat dels Estats Units, que seria immediatament reconegut per aquesta potència i per tota una sèrie de països aliats de Washington a l'Amèrica Llatina. Aquest pas donaria peu a una intervenció internacional quan el govern provisional anticastrista demanés ajut. Però l'operació va ser un fracàs total, en part a causa de les informacions errònies que havia recollit la CIA sobre el suport social al règim cubà. En el moment més crític, els nord-americans es van negar a donar suport directament a l'operació, en part per la indecisió del president John Fitzgerald Kennedy, que acabava d'arribar a la Casa Blanca.
Poc temps després, el primer de maig, Fidel Castro va proclamar la República Socialista de Cuba. El fet va provocar un gran nerviosisme entre els nord-americans, perquè amb un satèl·lit a les portes dels EUA, els soviètics havien assolit saltar el cinturó d'aliances polítiques i militars amb què s'havia intentat envoltar l'URSS. A més, el fenomen cubà podia servir d'exemple a altres llocs de Llatinoamèrica, i l'estratègic canal de Panamà també quedava molt a la vora de la Cuba prosoviètica.

#### La crisi dels míssils

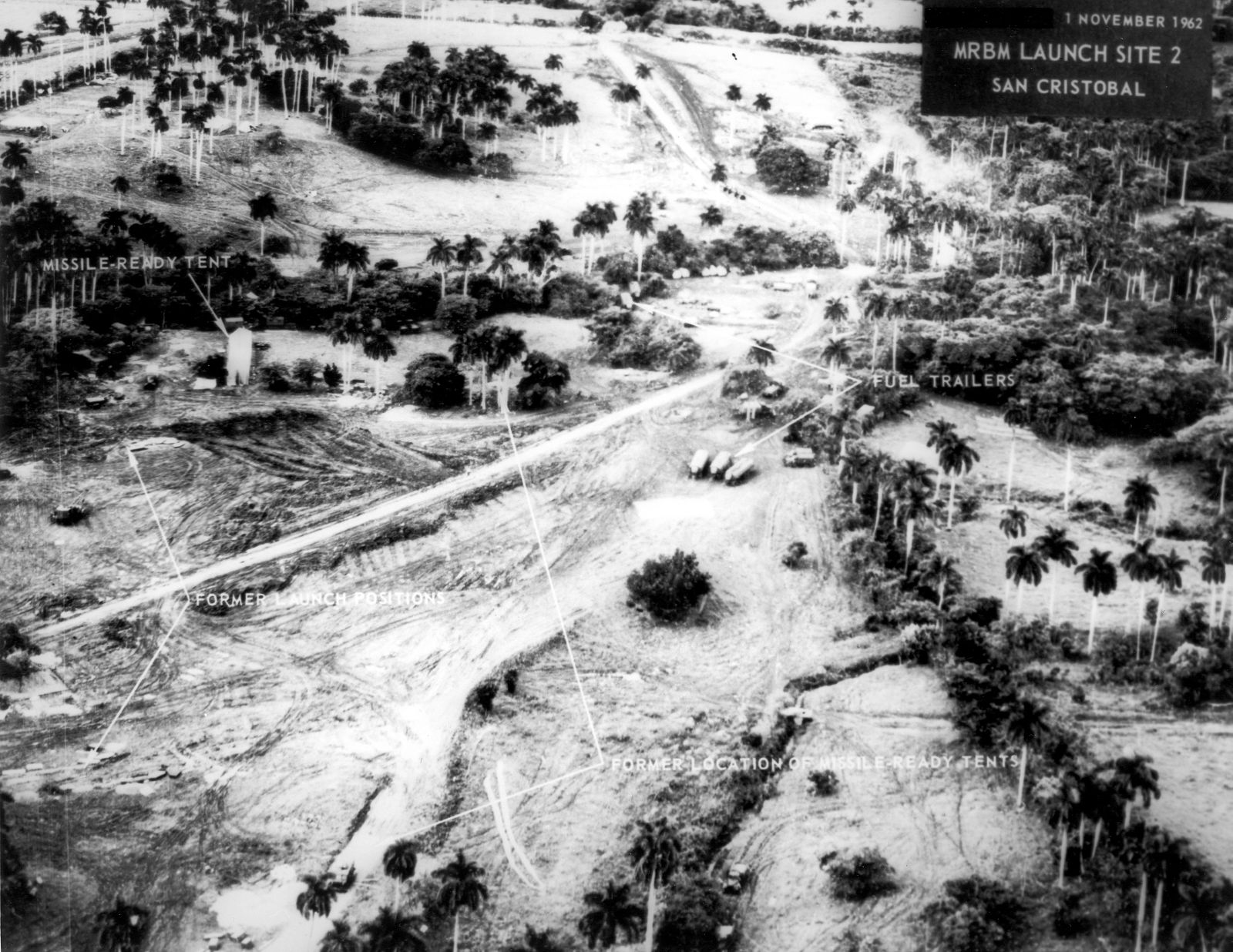
Emplaçament dels míssils a l'illa de Cuba, novembre de 1962.

L'any 1962, els soviètics van començar a instal·lar míssils de llarg abast a l'illa de Cuba, ja que, amb anterioritat, Fidel Castro havia fet gestos d'apropament al comunisme per la falta de suport de l'exterior. El govern nord-americà va detectar-los i va decidir bloquejar l'illa per impedir l'arribada dels materials necessaris per construir els míssils. Després d'unes quantes negociacions es va acordar que l'URSS retiraria els míssils de l'illa a canvi que els EUA fessin el mateix amb els que tenien instal·lats a Turquia.

## La distensió (1963-1976)
A partir del 1963 els EUA i l'URSS entren en una nova fase de la Guerra Freda. Els ànims es distensen, es relaxen. Això no vol dir que és la fi de la guerra, però la crisi dels míssils a Cuba ha recordat a les dues bandes que qualsevol maniobra malament entonada pot derivar en una catàstrofe de grans dimensions. Per tant, l'ambient es relaxa i es posa pel davant el diàleg i la negociació, més que l'enfrontament.
Símbol d'aquesta distensió és l'obertura d'un telèfon (dit Roig) entre Washington i el Kremlin. De retruc el carrer també hi reacciona. Exemple d'això la Guerra al Vietnam que fa mala maror entre la població estatunidenca. Els dos blocs pateixen les seves primeres desfetes i els seus primers trencaments.

### La distensió a Europa
Des d'Europa sorgeix l'actitud d'acostament amb el bloc soviètic. França i Alemanya de l'oest volen tenir un paper més destacat i trencar amb la bipolaritat de la guerra. Alhora els partits comunistes del bloc capitalista s'esforcen per trencar amb l'alienament cap a Moscou.

#### De Gaulle
A França, i un cop Algèria va estar definitivament perduda, De Gaulle va desenvolupar un discurs polític basat en la possessió de l'arma nuclear, el desafiament a l'OTAN i els Estats Units, l'aliança amb Alemanya o l'acostament a l'URSS. Aquest fet ressaltava el paper de França com a potència continental i no alineada. El líder francès va desenvolupar, doncs, un cos ideològic alternatiu a la pèrdua de les colònies.
D'altra banda, va vetar algunes iniciatives de l'OTAN a Europa, va denunciar la voluntat hegemonista dels estatunidencs i va lluitar per evitar una «atlantització» del Mercat Comú. La primera línia d'acció va culminar amb l'anunci fet per de Gaulle que França, fins i tot mantenint la permanència a l'OTAN retiraria el compromís de participació activa de les seves tropes (març del 1966). Del segon, el veto de París a l'accés de la Gran Bretanya al Mercat Comú (1963).

#### Willy Brandt
A la República Federal Alemanya la majoria absoluta aconseguida pels socialdemòcrates el 1969, que va tancar definitivament el llarg predomini dels democristians, va marcar un moment decisiu per a la política exterior europea. Willy Brandt, líder del partit i canceller, va posar en pràctica l'Ostpolitik, o «política de l'Est», destinada a restablir les relacions amb el bloc comunista. Per això va reconèixer la República Democràtica Alemanya el 1972 i es va convertir en el millor interlocutor de l'URSS a Europa occidental. L'establiment de relacions diplomàtiques entre les dues Alemanyes va relaxar considerablement la intensitat de la confrontació bipolar.

#### Eurocomunisme
Els tres grans partits comunistes de l'Europa de l'oest van intentar cap a mitjan anys 1970 superer el rígid esquematisme de la Guerra Freda. L'anomenat eurocomunisme es caracteritzava per la voluntat d'inserir plenament els respectius partits en la lògica parlamentària de les societats occidentals, eixamplant les bases del seu consens per a arribar a goverrnar democràticament.Varen sostenir una crítica més i més pronunciada cap a l'URSS. Per això volgueren el desenvolupament d'un socialisme nacional que no estigués sotmès als dictàmens de Moscou. La crisi generalitzada del comunisme als anys 1980 en provoca la seva dissolució.

### Aproximació sino-americana
Com a resultat del gran cisme sino-soviètic, les tencions tot al llarg de la fronteres sino-soviètica varen atènyer el seu màxim l'any 1969 i, per això, el llavors president dels EUA, Richard Nixon, va decidir que podia aprofitar-se'n per a promoure un canvi d'equilibri en el poder a favor d'Occient. Així al mes de febrer del 1972 Nixon s'acosta a la Xina en un viatge a Pequín on s'hi troba amb Mao Tsé-Tung i Zhou Enlai.

### Els acords de SALT
Arrel de la distenció, es va intentar evitar la ruïna o els accidents, impulsant les primeres negociacions entre Moscou i Washington per al control d'armaments, el colofó més sonat del qual, als anys setanta, van ser els acords SALT (Strategic Arms Limitation Talks en anglès).
Després de vint anys i de continuat progrés tecnològic aplicat a la guerra nuclear, el denominat «equilibri del terror» basat en la destrucció mútua assegurada (MAD o doctrina de la destrucció mútua assegurada) seguia sent la base de la carrera nuclear entre soviètics i nord-americans.
Ja el 1961, segons el pla de guerra atòmica elaborat per Robert McNamara, secretari de la Defensa del president Kennedy, es calculava que només un atac nuclear americà suposaria la mort de 285 milions de persones. Des del 1962, la potència nuclear per capita, només amb relació a l'arsenal nuclear nord-americà, era de 10 Tm. per habitant del planeta.

### La guerra del Vietnam
Al final de la Segona Guerra Mundial, França va perdre la seva colònia a Indoxina; fet que va produir la divisió del territori en dues parts: el Vietnam del nord de caràcter comunista i un sud capitalista. La divisió no agrada als EUA que voldrien que tot el país fos comunista i per això engeguen la pitjor guerra calenta de la Guerra Freda. Així, l'any 1964 un destructor nord-americà declara que ha estat atacat pel Vietnam del nord (incident de Tonkín). És un incident muntat pels EUA.
Tot i l'empenta inicial els EUA van ser derrotats principalment perquè la guerra del Vietnam va ser una guerra de guerrilles (com ara el Front Nacional d'Alliberament) sota un sol de jungla. La guerra també va ser força ben retratada per la premsa. Tot i la censura inicial, els periodistes envien les imatges de la guerra i la població estatunidenca pren consciència que vol dir una guerra. És, de fet, la primera guerra mediatitzada. Les manifestacions comencen a multiplicar-se als carrers dels EUA contra la guerra. El país és vist per primera vegada com un imperi.
El 1973 es va firmar un tractat de pau i el 1975 els dos «Vietnams» es van unificar sota un govern comunista. Nixon abandona la guerra sense haver-la guanyat.

### La primavera de Praga
En moltes de les anomenades democràcies populars de l'Est es va produir, entre 1966 i 1968, un debat entre progressistes i moderats; dit d'una altra manera, d'una banda, amb els quadres de l'aparell del partit, nucli d'una classe conservadora, i, de l'altra, amb els intel·lectuals tècnics disposats a la modernització socioeconòmica a partir de cert grau de liberalització política.
A Iugoslàvia, el debat es va traduir en la imposició definitiva, a partir de 1966, d'un model econòmic d'autogestió. Però a Txecoslovàquia es va produir la ruptura, emparentada amb el procés de desestalinització i del moderat aperturisme que va destil·lar la política de distenció després de la crisi dels míssils de Cuba. En el canvi de 1967 a 1968, la batalla entre la intel·lectualitat tècnica progressista i els conservadors del partit va acabar amb l'ascens d'Alexander Dubček, un moderat líder eslovac. Durant la primavera de Praga, el nou programa d'acció del partit inaugurava el que més tard es va conèixer com el socialisme de rostre humà, l'objectiu del qual era la renúncia al poder monopolista i totalitari.
L'experiment txecoslovac era massa perillós per al règim de l'URSS, i va acabar el mes d'agost amb una invasió militar soviètica recolzada per altres forces del pacte de Varsòvia. No hi hagué resistència per part txeca, ni senyals d'ajuda dels occidentals, perquè al final dels seixanta ja estava clar que es respectava la mútua sobirania sobre les esferes d'influència de l'adversari. L'esclafament de la primavera de Praga va contribuir a l'estabilitat del règim de Bréjnev, ja que va dissuadir la resta d'estats de l'Europa de l'Est.

### La Revolució Cultural xinesa
A la Xina, a partir de la tardor de 1965, Mao va llançar l'anomenada Revolució Cultural, que es va perllongar fins a l'abril de 1969 i que amb el suport de part important de l'exèrcit i la joventut estudiantil va servir per a tornar al carismàtic dirigent el poder i la influència que havia perdut arran del fracàs del Gran Salt Endavant. La Revolució Cultural, que en un principi també perseguia l'objectiu d'evitar la constitució de castes socials a la maquinària del partit i de l'Estat, va fracassar en aquest aspecte. El creixement urbà i industrial de la Xina havia estat espectacular i havia afavorit el desenvolupament d'un ampli sector de tècnics i buròcrates.
Aquests esdeveniments van fer empitjorar les relacions entre xinesos i soviètics. El març de 1969, tropes d'ambdues potències van mantenir tota una sèrie d'enfrontaments, coneguts com l'incident de l'illa de Zhenbao.

## Segona Guerra Freda (1976-1984)
El fracàs dels EUA a Vietnam i la crisi econòmica resultat del xoc petroler del 1973 afecten considerablement el món occidental. L'escàndol del Watergate força Nixon a acomiadar-se l'any 1974 de la política; el successor, Gerald Ford, farà un paper de transició. Tot plegat es tradueix per un afebliment dels EUA i la seva influència al món.
A l'URSS, Brejnev, al poder des del 1964, abandona la política de distenció i reprèn el refredament, amb un retorn a la línia política tradicional soviètica que dona prioritat a l'armada. Així l'URSS torna a un cert expansionisme per a preservar o garantir la seva esfera d'influència, tot això a l'encontre de les reivindicacions de millora del nivell de vida i de les llibertats individuals.
Aquest retorn a la guerra freda marca l'entrada en la segona guerra freda.

### L'expansió comunista a l'Àfrica
A l'Àfrica, la presència cubana a Angola o el suport soviètic a règims socialistes, com el d'Etiòpia o el del Iemen, eren una clara evidència del canvi geoestratègic i de l'augment de la presència socialista en detriment dels interessos nord-americans. Es van produir alguns conflictes fruit de la descolonització portuguesa (guerra civil angolesa) o de guerres interestatals (guerra de l'Ogaden entre Etiòpia i Somàlia, 1977). Conflictes armats que van comptar amb l'ajut dels revolucionaris cubans; fets que van alarmar Washington.

### La revolució sandinista
A Centreamèrica, la contestació de la presència nord-americana va arribar al seu punt àlgid quan el Frente Sandinista de Liberación Nacional va fer caure al dictador Anastasio Somoza Debayle, que governava Nicaragua de manera corrupta. Als anys setanta, aquest país era un altre aliat formal dels nord-americans, per la qual cosa Washington veia amb preocupació la insurrecció general decretada pel Frente Sandinista de Liberación Nacional que comptava amb importants suports socials. Finalment, els sandinistes van aconseguir agafar el poder el juliol de 1979, que el govern nord-americà va veure com una nova reedició de la revolució cubana, perillosament a prop del canal de Panamà. El règim sandinista mai es va arribar a sovietitzar ni tan sols es va declarar marxista.
El març d'aquell mateix any es va instaurar un règim marxista a la diminuta illa de Granada, situada al Carib. L'any 1983 l'illa fou envaïda per l'exèrcit estatunidenc per treure-hi del poder el govern marxista que havia arribat democràticament al poder.

### Els khmers rojos
El Vietnam, ja unificat per la victòria del Nord el 1975, es va convertir en aliat dels soviètics, mentre que a Cambotja, sota el govern de Pol Pot, s'hi va instal·lar un règim, el dels khmers rojos, que a partir del model revolucionari xinès volia radicalitzant-ne determinats aspectes: es va intentar agraritzar el país deportant la població de la capital al camp, es va assajar la destrucció de l'estructura familiar tradicional i es van cometre purgues de població, qualificades moltes vegades com a genocidi.
El gener del 1979 tropes vietnamites van envair la veïna Cambotja i van derrocar el règim dels Jemers Vermells. Com a represàlia, al febrer, unitats de l'exèrcit comunista xinès van atacar la frontera nord del Vietnam sense èxit. En qualsevol cas, la guerra va pujar la tensió entre Moscou i Pequín.

### L'integrisme religiós
Als anys 1980 l'integrisme religiós neix de cop i volta per a substituir el fracàs que han resultat ser les polítiques panarabistes menades des d'Egipte. En efecte, el panarabisme no ha aconseguit dur a terme els seus objectius. Israel continua essent un país independent que a més d'això colonitza territori aliè, provocant massacres i construint un règim d'apartheid a Palestina. Davant la situació, en diversos punts del Llevant, apareixen grups islamistes que creuen poder substituir el panarabisme. La Revolució Islàmica de l'Iran es torna l'objectiu a atènyer per a molts d'aquests grups. El panarabisme rebia el suport de la Unió Soviètica de manera que l'integrisme religiós s'anirà expandint en territoris on la religió musulmana es barrejava a corrents socialistes.
Això foragita els interessos econòmics americans en molts casos. És el cas de la revolució khomeinista que va privar els EUA d'accedir al petroli de l'Iran. La revolta khomeinista va ser tan massiva i abrupta que va col·lapsar Teheran. La repressió de la política no podia aturar el malestar, i al final, el 1978, ni tan sols l'exèrcit aconseguia contenir els manifestants als carrers, que havien trobat en l'integrisme religiós una ideologia igualitària i revolucionària. El seu gran líder espiritual i polític era l'aiatol·là Ruhol·lah Khomeini, exiliat a París. Després de la fugida del monarca Mohammad Reza Pahlavi, el gener de 1979, Ruhol·lah Khomeini va tornar a l'Iran i va encapçalar la revolució que va transformar l'estat en una República islàmica.
La revolució islàmica no es va aturar a l'Iran. Als anys 1980, l'onada fonamentalista ja era patent a Egipte i al Líban, entre algunes milícies que lluitaven contra Israel. També va arribar a l'Afganistan, i més tard va passar a Algèria, on ja als noranta, la lluita guerrillera va derivar en espantoses massacres de població civil. A tots els països on va calar aquesta mena de revolució, l'antecedent era sempre el mateix: el fracàs d'un règim socialista o socialitzant.

### Guerra de les galàxies

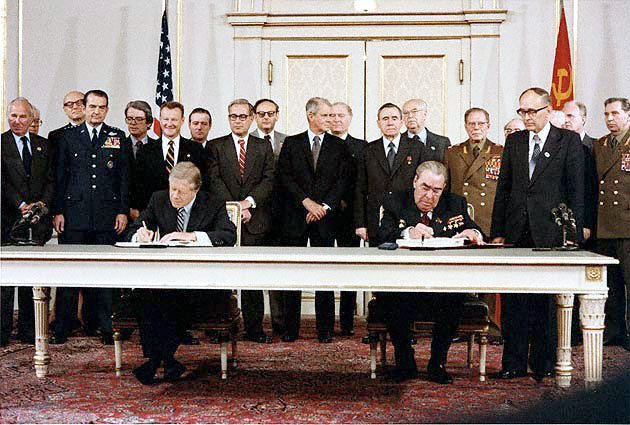
Jimmy Carter i Bréjnev signen l'acord SALT II a Viena el 18 de juny de 1979

A les eleccions del 1980, el president Jimmy Carter va ser derrotat pel republicà Ronald Reagan. La victòria sandinista a Nicaragua, la caiguda del xa a l'Iran, la presència sovietico-cubana a l'Àfrica, entre més, van contribuir a donar una imatge irresolta i dèbil dels Estats Units d'Amèrica. Per això, l'administració de Ronald Reagan va potenciar un pla de defensa nuclear, la guerra de les galàxies, a la que l'URSS va respondre amb una política de rearmament.
Reagan va voler crear un escut de míssils a l'espai per a protegir els EUA dels atacs soviètics. El pla preveia desplegar en l'òrbita terrestre un complex sistema de satèl·lits, canons làser i sistemes de reflectació per avortar un hipotètic atac atòmic soviètic des dels orígens. La idea va ser qualificada per la premsa de guerra de les galàxies. Es tracta en realitat de la Iniciaitiva de Defensa Estratègica que es volia com a mètode per a ultrapassar l'equilibri del terror.
La iniciativa, feta pública el 23 de març del 1983, havia de combinar dos sistemes capaços d'interceptar míssils enemics, des del terra i l'òrbita terrestre. Tanmateix, el projecte mai no es va aconseguir dur a terme perquè la tecnologia d'època no ho permetia. La recerca duta a terme per tal d'implantar el projecte va concloure que era una idea molt ambiciosa de difícil realització. Calia més inversió en recerca militar per a arribar-hi.

### El sindicat Solidarność
L'estiu del 1980 diverses vagues a Polònia protesten massivament contra l'encariment dels productes alimentaris. L'URSS delibera de fer-hi servir o no l'armada i proposar una nova invasió tal com es va fer a Txecoslovàquia. Les vagues protestaven contra el règim i això l'URSS no ho podia acceptar. L'arrel de l'organització de les vagues va ser Solidarność (Solidaritat), un sindicat catòlic i clandestí, que va créixer arrel d'aquests esdeveniments. El règim hi respon amb la Llei Marcial. S'empresonen els dirigents de Solidaritat i poc després es prohibeix el sindicat d'existir. El govern americà de Ronald Reagan i el govern britànic de Margaret Thatcher donaren suport a Solidaritat. El Vaticià també va ser un gran impulsor de Solidaritat. I és que el sindicat està en l'origen de la caiguda del comunisme a Polònia. El govern polonès es va veure obligat a reconèixer oficialment la seva existència. Per primera vegada feia aparició un sindicat no comunista en un país del bloc de l'Est.

### Invasió de l'Afganistan
L'URSS, el 1979, intervenia militarment a l'Afganistan: era el primer cop des dels inicis de la guerra freda que l'URSS estenia per la força la seva zona d'influència. Arran de la Revolució de Saur, que va portar al poder un partit comunista a l'Afanistan, els EUA posen en marxa l'Operació Cicló amb què subministraren armes als rebels islamistes. L'objectiu era fer caure el partit i evitar que es formés una república socialista més. La guerra, però, es fa ferotge i l'URSS se n'ha de retirar. L'imperi soviètic no compleix els seus objectius i cau rendit poc després amb la caiguda del mur de Berlín. La guerra és considerada el Vietnam soviètic.

## Final de la guerra (1984-1991)

### Les dificultats de la Unió Soviètica
L'URSS tenia seriosos problemes estructurals que amenaçaven la continuïtat del règim soviètic. El primer era el de la dificultat del sistema per aconseguir fórmules de successió funcionals i les úniques institucions objectives eren el PCUS, l'Exèrcit i l'aparell de seguretat. A partir d'aquí, l'amenaça de permanent inestabilitat era sempre present. I d'altra banda, la inexistència d'unes regles del joc externes al règim impedien obrir-lo i flexibilitzar-lo sense destruir-ne l'essència.
En segon lloc, les enormes despeses del complex militar industrial havien evitat les inversions en la revolució del transport, les comunicacions i els serveis, fenòmens que ja havia viscut el món occidental als anys seixanta. A la llarga, els costos de mantenir unes economies d'escala antiquades van acabar sent nefastos.
En tercer lloc, la ineficàcia econòmica, la crisi crònica en la redistribució de béns, així com les estretes vies de promoció social van fomentar una corrupció galopant a tots els nivells. A més, l'eficàcia de les economies «negres» amenaçava de corcar íntegrament totes les institucions soviètiques.
En quart lloc, els desastres ecològics i mediambientals produïts per les campanyes de colonització agrícola a l'Àsia central als anys seixanta i setanta, i en general per tot el procés industrialitzador, eren incalculables.
A més, hi havia els costos de manteniment de l'hegemonia exterior: si Moscou tenia influència sobre alguns països del Tercer Món era, sobretot, en funció de les subvencions o dels subministraments energètics que atorgava, les armes que facilitava o els productes que comprava. Això costava milions i va afectar el desenvolupament interior de la Unió Soviètica. Faltaven diners per a les infraestructures de comunicació o per desenvolupar un mercat de béns de consum, ja que Moscou havia de pagar a l'exterior molts productes a un preu més car que al mercat internacional, en virtut de la «solidaritat ideològica» amb els països amics que els produïen.

#### Gorbatxov i la perestroika

Reagan i Gorbachov van ser protagonistes de la fi de la guerra freda

La mort de Bréjnev va obrir un breu interludi, de poc més de dos anys, en la direcció de l'URSS. El primer successor, Iuri Andrópov, antic cap de la KGB (1967-82), va ser escollit com l'alternativa d'emergència que havia de posar punt final a l'estancament i la corrupció. Però va passar cinc mesos hospitalitzat del total de setze que va durar al càrrec. El breu període Andrópov va estar marcat per importants tensions de guerra freda, i per això, després de morir li va tocar el torn a Konstantín Txernenko (1984). Però aquest, fins i tot més vell que el seu antecessor, no va arribar a dissenyar una línia política clara i només va sobreviure un any al càrrec.
La mort de Txernenko, el març de 1985, va significar l'ascens immediat de Mikhail Gorbatxov (de 54 anys) qui, amb un ampli equip, va començar aplicant el programa de reformes dissenyat per Andrópov, centrat en la lluita contra la corrupció i la imposició de mesures disciplinàries a la feina i, sobretot, una relació molt més comprensiva cap a la intelligentsia que la dels seus predecessors. Això abraçava des de la tolerància cap a les crítiques contra el sistema en els mitjans de comunicació i el món de l'art, fins a informes científics sobre l'estat de l'URSS.
Però sobretot, la perestroika va ser des del principi un estat d'ànim, una actitud. Gorbatxov i l'equip que va crear al seu voltant al llarg del 1985 eren una bona expressió d'això.
El 1986, el nou estil de Gorbatxov ja va adquirir carta de naturalesa. Durant el XXVII Congrés del PCUS, celebrat entre el febrer i l'abril, el nou líder va parlar obertament de la necessitat del glàsnost (transparència) com una de les premisses bàsiques per impulsar la perestroika o la reconstrucció de l'URSS. Amb aquesta nova sensibilitat política, Gorbatxov va promoure la renovació del Comitè Central en el 40% dels seus membres.
L'accident de Txernòbil (Ucraïna), el 26 d'abril d'aquest mateix any, va ser un fet inesperat que va precipitar el pas a mesures concretes: els núvols radioactius que es van estendre i van afectar bona part de Belarús, els països bàltics i escandinaus, Ucraïna i Europa central i oriental, van obligar a evacuar més de cent cinquanta mil persones i van afectar seriosament la salut d'un nombre indeterminat. Txernòbil va ser el mirall de l'estat de deteriorament en què estaven la tecnologia i economia soviètiques, i això va ser mostrat al món en una primera mostra de glàsnost informativa.
El programa del Nou Mecanisme Econòmic, al qual va donar llum verda el Soviet Suprem el 29-30 de juny de 1987, va marcar el punt de partida d'una autogestió empresarial que va posar fi a la planificació centralitzada: fins al juliol del 1988 es van constituir 20.000 empreses cooperatives semi privades.
De tota manera, qualsevol intent de rendibilitzar l'aparell econòmic de l'URSS depenia de l'atenuació de la cursa d'armaments amb els EUA. El 30 de setembre de 1985, a la Conferència de Ginebra, els soviètics van llançar la primera proposta per a una reducció de les armes estratègiques. Finalment, el 8 de desembre de 1987, els presidents nord-americà i soviètic van signar a Washington el Tractat INF per a l'erradicació dels míssils d'abast intermedi. Aquest acord, el primer de desarmament efectiu des de la Segona Guerra Mundial, li va suposar a Mikhail Gorbatxov un enorme prestigi.
El pas següent va ser la retirada de les tropes soviètiques de l'Afganistan iniciada el 15 d'abril de 1988. El desembre d'aquell mateix any, Gorbatxov va anunciar davant de l'Assemblea General de les Nacions Unides, el replegament d'un important contingent de tropes soviètiques de l'Europa oriental. La promesa es va materialitzar el 18 de gener de 1989 amb la notícia de reduccions en el pressupost militar soviètic fins al 14% i el retorn a l'URSS des de les seves bases als països satèl·lit de l'Est, de 240.000 soldats soviètics i 10.000 carros de combat.

### L'esfondrament del bloc de l'Est
La tardor de 1989, un seguit de revolucions, generalment de caràcter cívic i polític no violent —amb l'excepció de la revolució romanesa de 1989— va recórrer els països del bloc de l'Est d'Europa que van donar pas a estats democràtics i d'economia capitalista. Començà per Polònia, però els esdeveniments polítics més coneguts són la caiguda del mur de Berlín a l'antiga RDA.
Les mesures liberalitzadores de l'economia soviètica, posades en marxa el 1987, s'havien quedat molt curtes. La desapareguda planificació central no havia donat pas a un mercat oficial: l'economia estava escapçada, el mercat negre floria sense control, ni econòmic ni sanitari, i les noves empreses cooperatives semi privatitzades oferien productes no gaire millors que els antics, però més cars. Tot això provocava una enorme desmoralització entre la població soviètica.
A més, el 1990, Moscou ja no era capaç de posar ordre en la revolta nacionalista que es desenvolupava en algunes repúbliques de l'Àsia central i del Caucas, les tropes soviètiques havien d'admetre la impossibilitat de guanyar la guerra afgano-soviètica i a dins del sistema polític s'hi sumaven plantejaments reformistes. Era un cúmul de contradiccions que acabarien paralitzant la perestroika.

### Les revoltes nacionalistes

#### El cas dels països bàltics
A Estònia, l'accident de Txernòbil ja havia sensibilitzat, el 1988, als estonians i aquests van organitzar un Front Popular, el qual aviat va esdevenir modèlic per als nacionalistes de tota l'URSS. A Lituània, el catolicisme militant de bona part de la població es va encendre amb derivacions nacionalistes a partir de les successives visites del papa Wojtiła a Polònia.

#### El cas de les repúbliques caucàsiques
Pel que fa a les repúbliques del Caucas, l'ús de la força hauria significat obrir un nou front bèl·lic similar al que s'havia acabat de tancar a l'Afganistan. En darrer terme, Gorbatxov era víctima de la contradicció de reconèixer als Estats de l'Est el dret a la sobirania mentre el negava a les repúbliques independentistes de l'URSS, el dret a la secessió de les quals estava consagrat a l'article 72 de la Constitució soviètica del 1977.

### Els problemes polítics interiors
Amb tot, difícilment aquests conflictes d'arrel nacionalista haurien afectat la integritat de la Unió en conjunt sense els greus problemes estructurals que amenacen l'URSS, ja que, a principis de 1990, Gorbatxov estava clarament encaixonat entre dues tendències divergents: d'una banda, l'extensa oposició conservadora, amb unes pretensions que anaven des de l'alentiment de la perestroika a un pur i simple retorn a l'ortodoxisme del passat; i, en l'altre extrem, els radicals pressionaven per accelerar el procés reformista, i fins i tot arribaven a l'abandonament total del sistema comunista.
Aquest segon grup era difús, però tenia un cap visible molt combatiu: en Borís Ieltsin, un polític popular pel seu tarannà reformista que posseïa un ampli grup de seguidors a Moscou. L'auge dels separatismes en la segona meitat del 1989 va donar a Ieltsin la força decisiva que necessitava car, després de ser elegit president de la República Socialista Federada Soviètica de Rússia, el maig del 1990, va proclamar la vigència de les lleis russes sobre les soviètiques al territori de Rússia, i fins i tot va declarar la sobirania d'aquesta república, que era la més gran de l'URSS; i finalment va abandonar el Partit Comunista durant el XVIII Congrés del PCUS (juliol).
L'estratègia de Ieltsin va provocar que al llarg del juliol i l'agost declaressin la independència les repúbliques d'Ucraïna, Belarús, Armènia, Turkmenistan i Tadjikistan. Alhora, Ieltsin va pressionar Gorbatxov per a una ràpida transició cap a l'economia de mercat.
Durant la primera meitat del 1991, la perestroika es va estancar definitivament, mentre la població passava per importants privacions. En aquest embolic, els sectors més durs del partit i l'Exèrcit van començar a pressionar i van realitzar un cop d'estat a la Unió Soviètica que tot i que va fracassar, va facilitar el desmembrament de les repúbliques que formaven l'URSS. Tot plegat va significar la dimissió de Gorbatxov, el desmembrament de l'URSS i la fi de la guerra freda.

### Iugoslàvia, guerra als Balcans
A Iugoslàvia, després de la mort de Josip Broz Tito el 1980, un comitè presidencial de vuit representants (un de cada república i les dues províncies autònomes) sense control de les urnes ni de la premsa lliure durant uns anys. El 1991 Eslovènia i Croàcia, les repúbliques de la Federació més riques i desenvolupades, volien entrar a Europa sense el llast de les repúbliques més pobres. Sèrbia, en canvi, s'entestava a mantenir unida la federació, fins i tot amb temptacions de recórrer a la força per aconseguir-ho. Les incerteses socioeconòmiques a la Iugoslàvia del 1991, els deutes històrics, l'abundància d'armes i indústries armamentístiques a l'abast de la població van facilitar que els enfrontaments polítics degeneressin en lluites sagnants quan la minoria sèrbia de Croàcia no va acceptar la independència de la república i va agafar les armes, amb el suport de Sèrbia. Començava la guerra dels Balcans.